# ニューヨーク市地下鉄の車両基地一覧

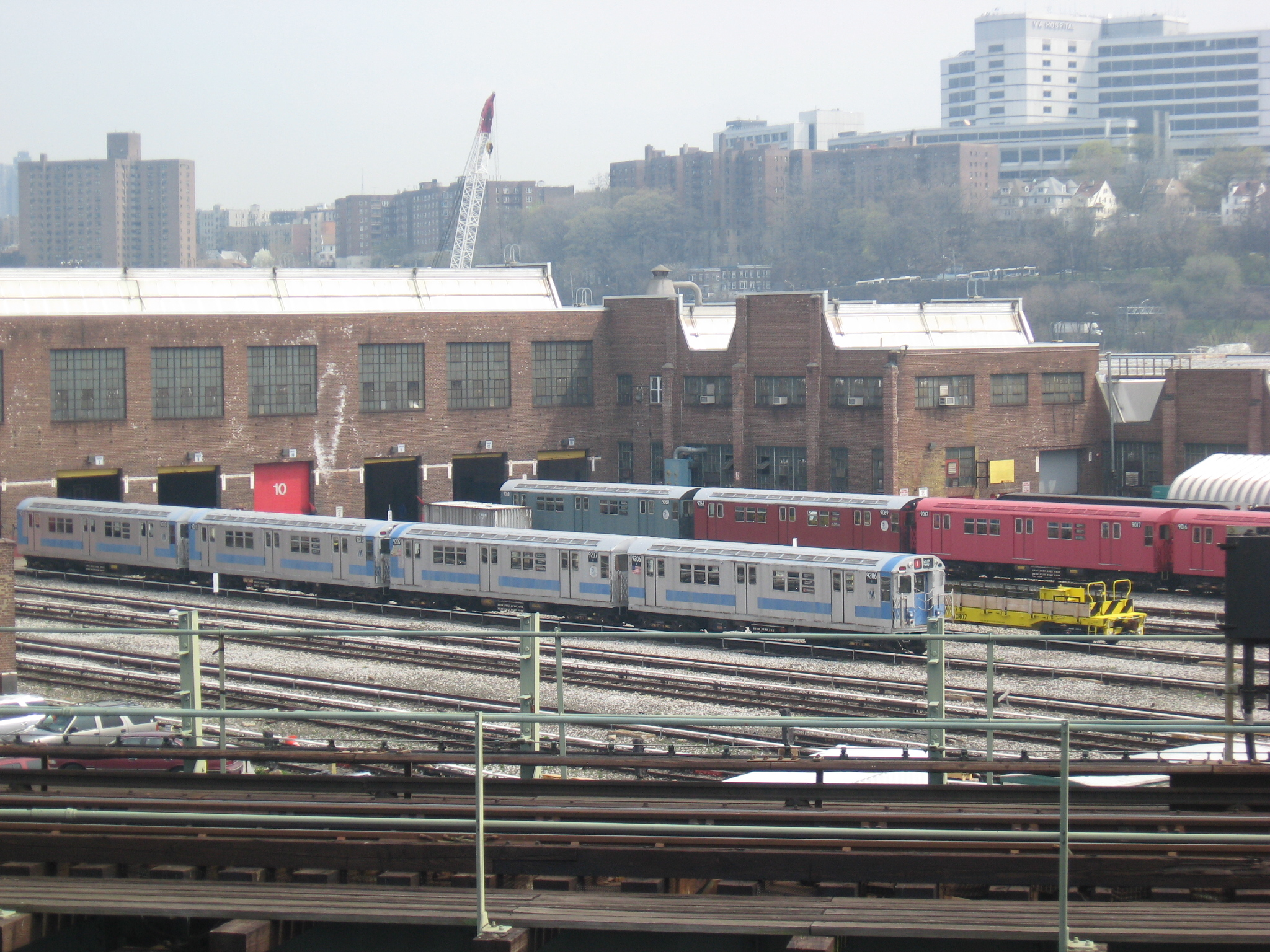
207丁目車両基地に留置中の車両

ニューヨーク市地下鉄の車両基地一覧ではアメリカ合衆国・ニューヨーク市地下鉄における車両基地全般を解説する。

## 概説
ニューヨークシティ・トランジット・オーソリティはニューヨーク市地下鉄において、Aディビジョンに10箇所（廃止された1箇所を除く）、Bディビジョンに9箇所、A・Bディビジョン共用が2箇所、スタテンアイランド鉄道に1箇所、旅客営業に就く車両の入庫しない2箇所の計24箇所の車両基地を保有している。これらのうち、A・Bディビジョンのそれぞれ7つの車両基地が検査用でそれぞれの車両が割り当てられており、それ以外が車庫として機能している。207丁目車両基地とコニー・アイランド車両基地では大規模な整備やオーバーホールを行う事ができる。

## Aディビジョン
Aディビジョンの車両基地は239丁目、240丁目、コロナ、東180丁目、ジェローム、リヴォニア、ウエストチェスターの7箇所が検査用、137丁目、レノックス、ユニオンポートの3箇所が車庫として機能しており、廃止されているウエストファーム車両基地も含めると計11箇所からなる。7箇所の検査用車両基地に2892両の車両が割り当てられている。

### 137丁目車両基地
137丁目車両基地 (137ちょうめしゃりょうきち、英語: 137th Street Yard) は、IRTブロードウェイ-7番街線の137丁目-シティ・カレッジ駅の北側に位置する車両基地（車庫）である。基地は計5線の留置線からなり、3本がIRTブロードウェイ-7番街線の南行線に、2本が北行線に接続している。この基地はラッシュ時以外に約1本の列車を留置するために使われている。なお、線路は5本であるが全て列車2編成を並べて留置することが可能な長さであるため最大で10編成まで同時に留置することが可能である
北緯40度49分22秒 西経73度57分11秒 / 北緯40.82278度 西経73.95306度

### 239丁目車両基地

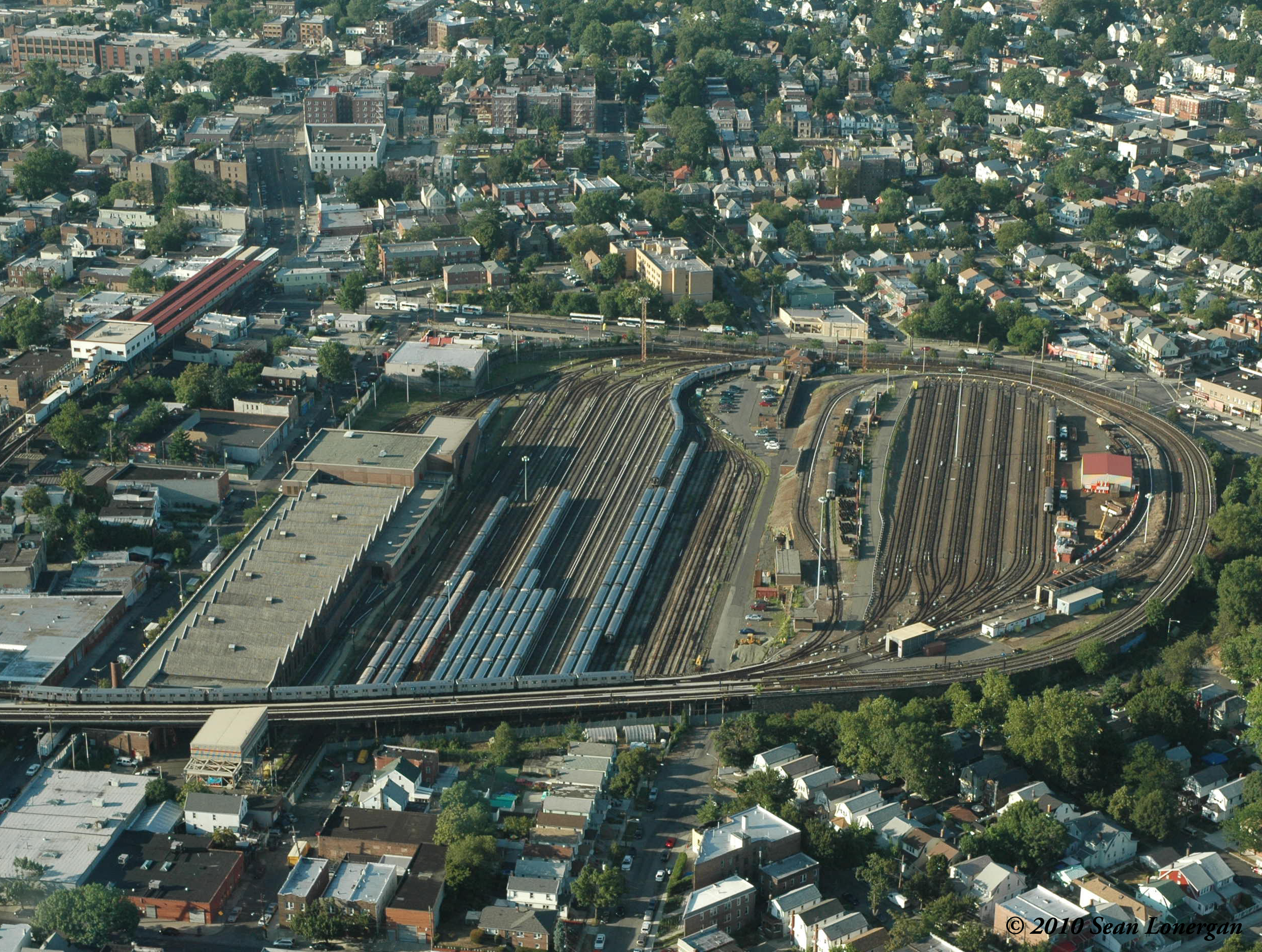
239丁目車両基地の航空写真

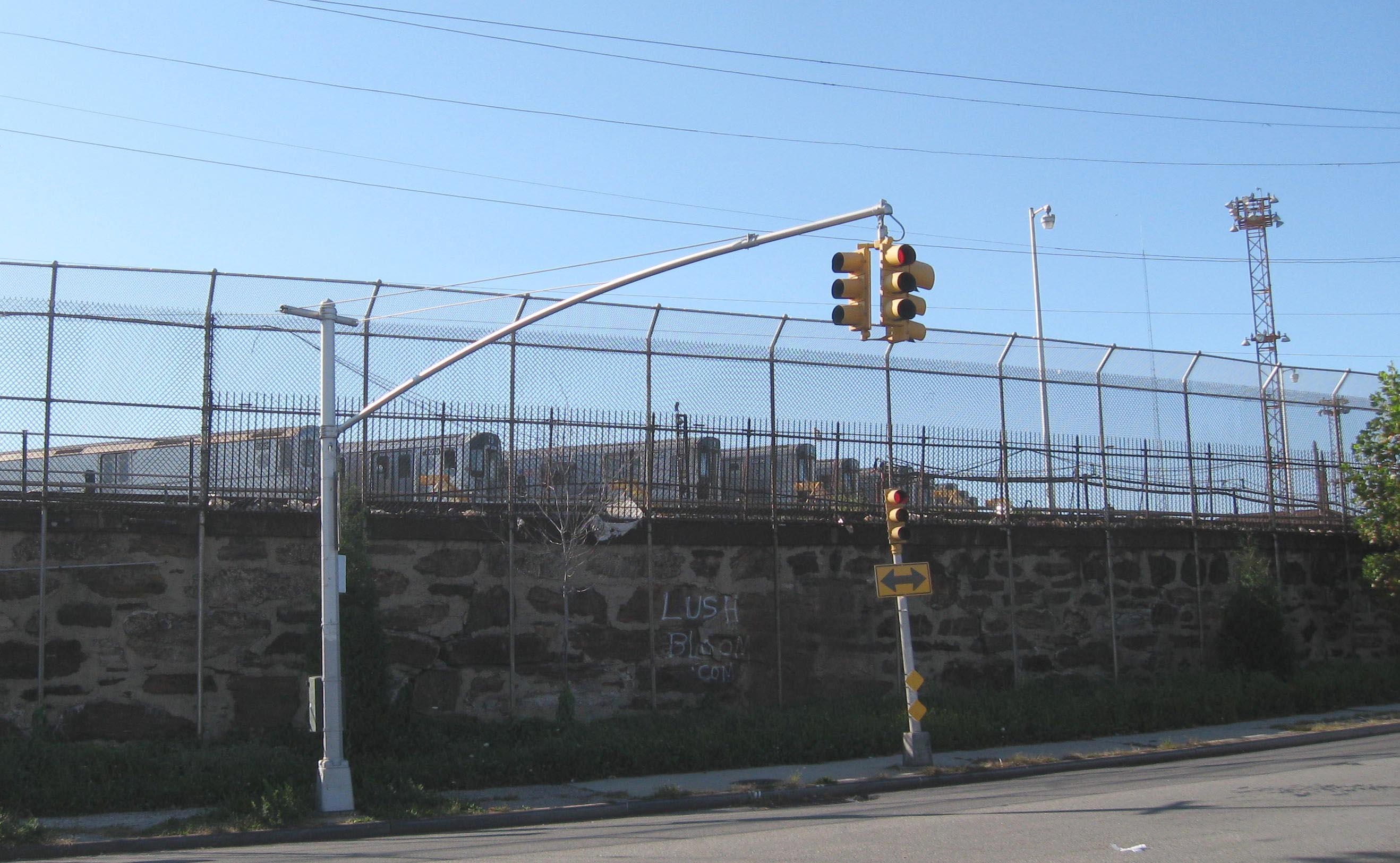
239丁目車両基地東側

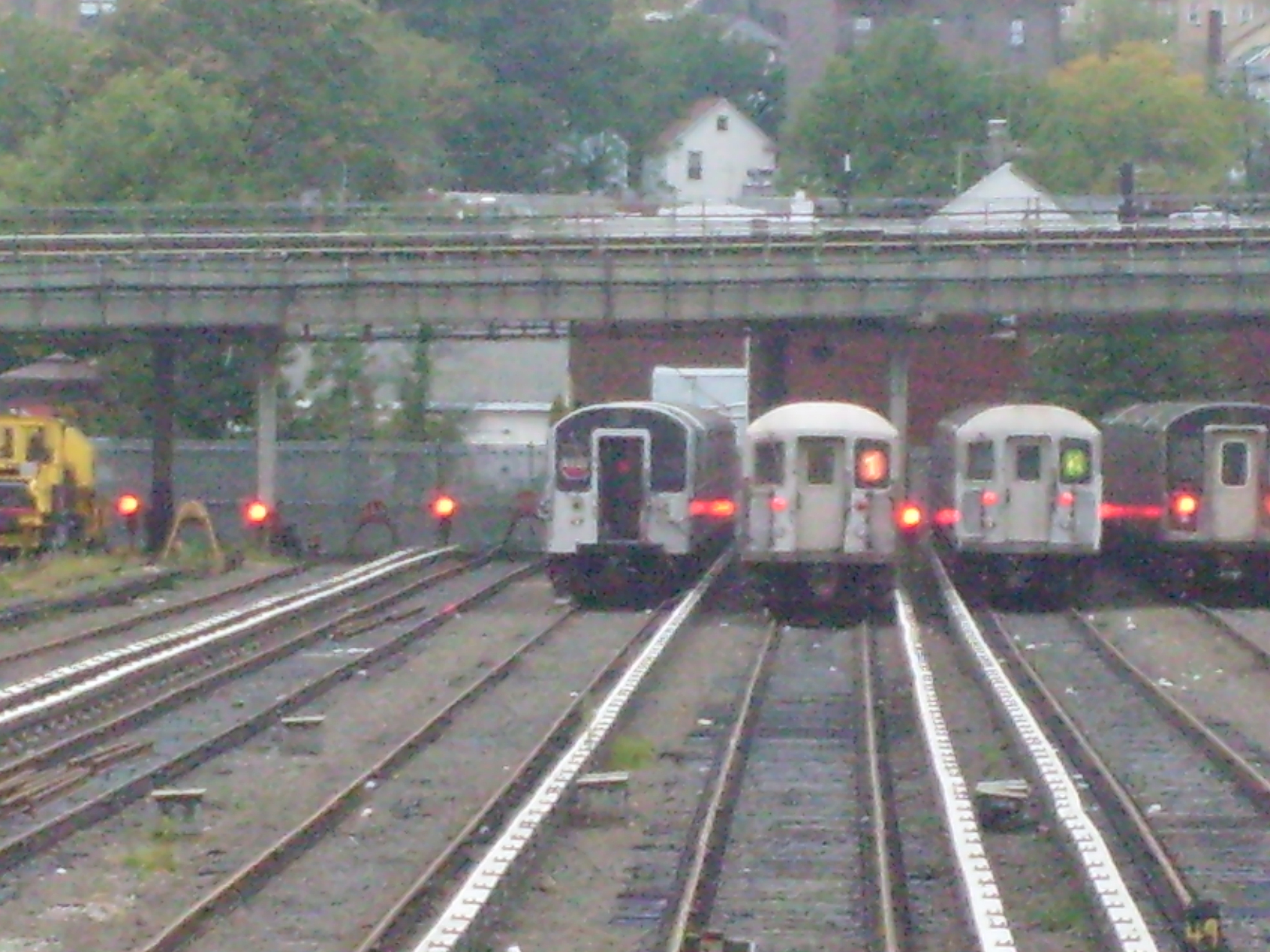
基地に留置中の車両（左からR142電車、R110A電車、R62A電車）

239丁目車両基地 (239ちょうめしゃりょうきち、英語: 239th Street Yard) はノース・ブロンクスのウェイクフィールド地区4570ファーマン・アベニューに位置し、2系統と5系統に充当されているR142形の本拠地となっている基地である。基地が開業したのは1916年で、ニューヨーク市地下鉄の基地の中で最も古い基地の1つである。基地には洗車設備や、列車の車輪の踏面を円滑にする研削設備がある。また、R26、R28、R29、R33、R36電車の改装を行ったことがある。なお、改装期間中は収用可能な編成数が減ったため、2系統に充当されている編成が東180丁目車両基地で検査を受けることとなり、1982年に2系統の編成が239丁目車両基地での検査に戻った。
基地は検車線7線と留置線38線の計45線で構成されており、留置線は2つの階層にわけて敷設されている。この構造の基地は他にイースト・ニューヨーク車両基地しかない。入出庫線はIRTホワイト・プレーンズ・ロード線ネレイド・アベニュー駅北側に接続している。
1998年2月3日、構内を走行中の列車が前方に停車中の列車に衝突する事故が起きた。
北緯40度54分03秒 西経73度50分58秒 / 北緯40.90083度 西経73.84944度

### 240丁目車両基地

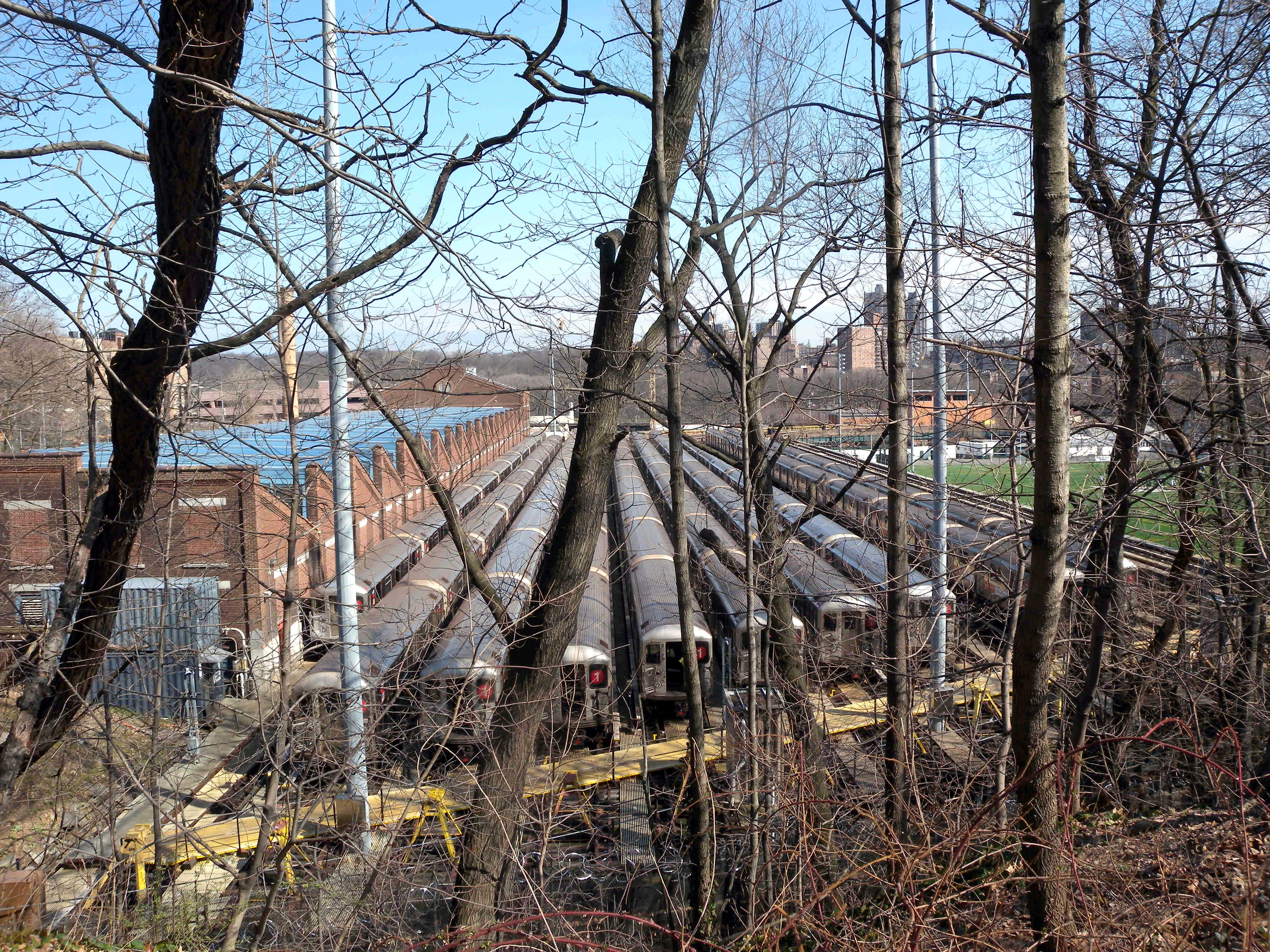
240丁目車両基地留置線

240丁目車両基地 (240ちょうめしゃりょうきち、英語: 240th Street Yard) あるいはヴァン・コートラント車両基地 (Van Cortlandt Yard) はブロンクス区リバーデイル地区5911ブロードウェイに位置し、IRTブロードウェイ-7番街線の238丁目駅北側にある基地である。基地には検車線6線と留置線15線があり、1系統に充当されているR62形・R62A形の車庫もある。基地は1906年に開業した。この基地は全体が高架線となっており、洗車設備が無い。列車は洗車のために139丁目あるいはウエストチェスター車両基地へ向かうことがあるが、ほとんどの列車は近くの207丁目車両基地へと向かう。
北緯40度53分18秒 西経73度54分05秒 / 北緯40.88833度 西経73.90139度

### コロナ車両基地

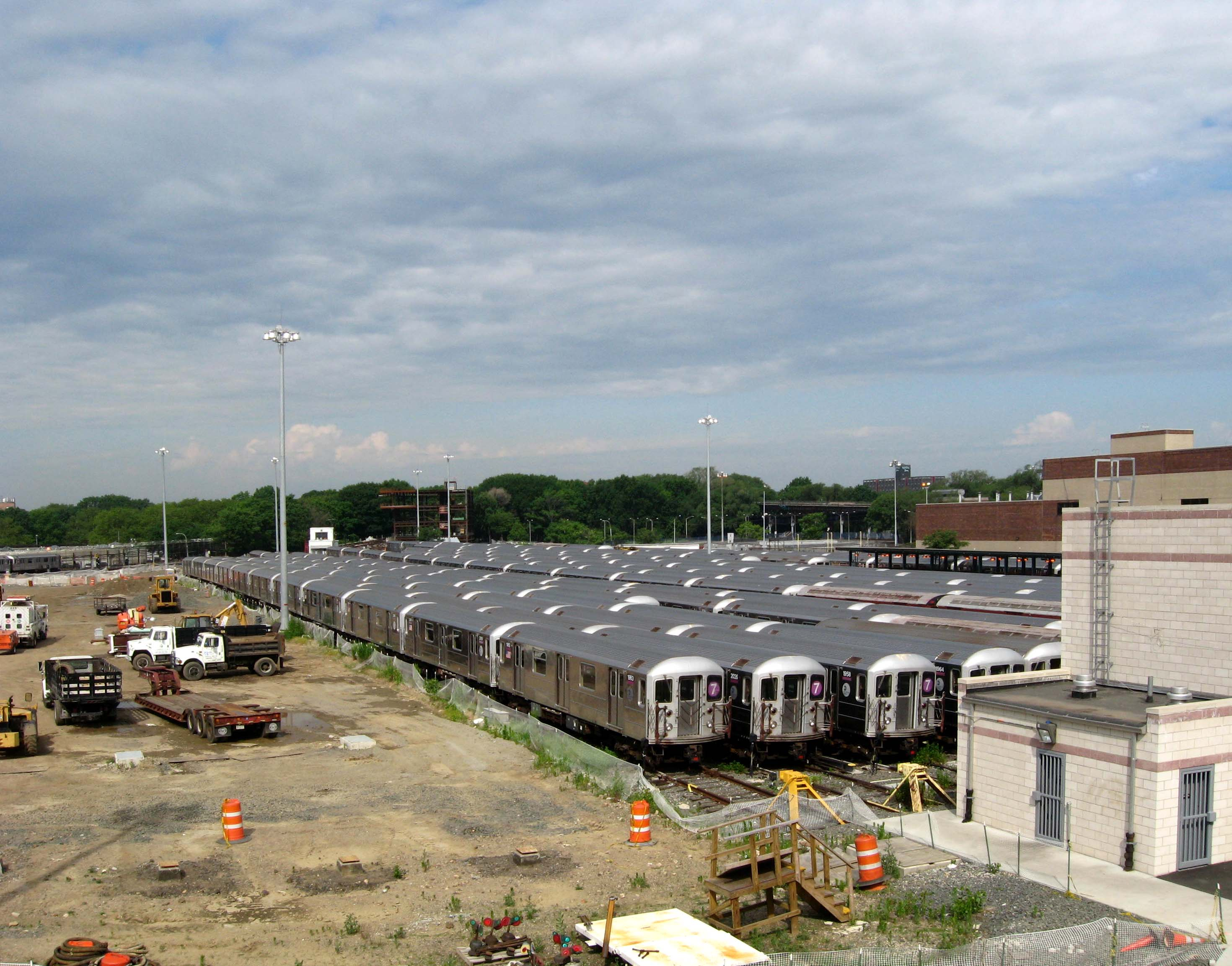
コロナ車両基地

コロナ車両基地 (コロナしゃりょうきち、英語: Corona Yard) はクイーンズ区フラッシング地区のフラッシング・メドウズ・コロナ・パーク、シティ・フィールド、ナショナル・テニス・センター、1939年と1964年の万博会場付近に位置し、IRTフラッシング線111丁目駅の北側にある基地である。基地は1928年に開業し、7系統と<7>系統に充当されているR188形のみを受け持っている。 2006年8月16日に1928年の開業当初の検車庫が新しい物に建て替えられている。
北緯40度45分10秒 西経73度50分46秒 / 北緯40.75278度 西経73.84611度

### 東180丁目車両基地

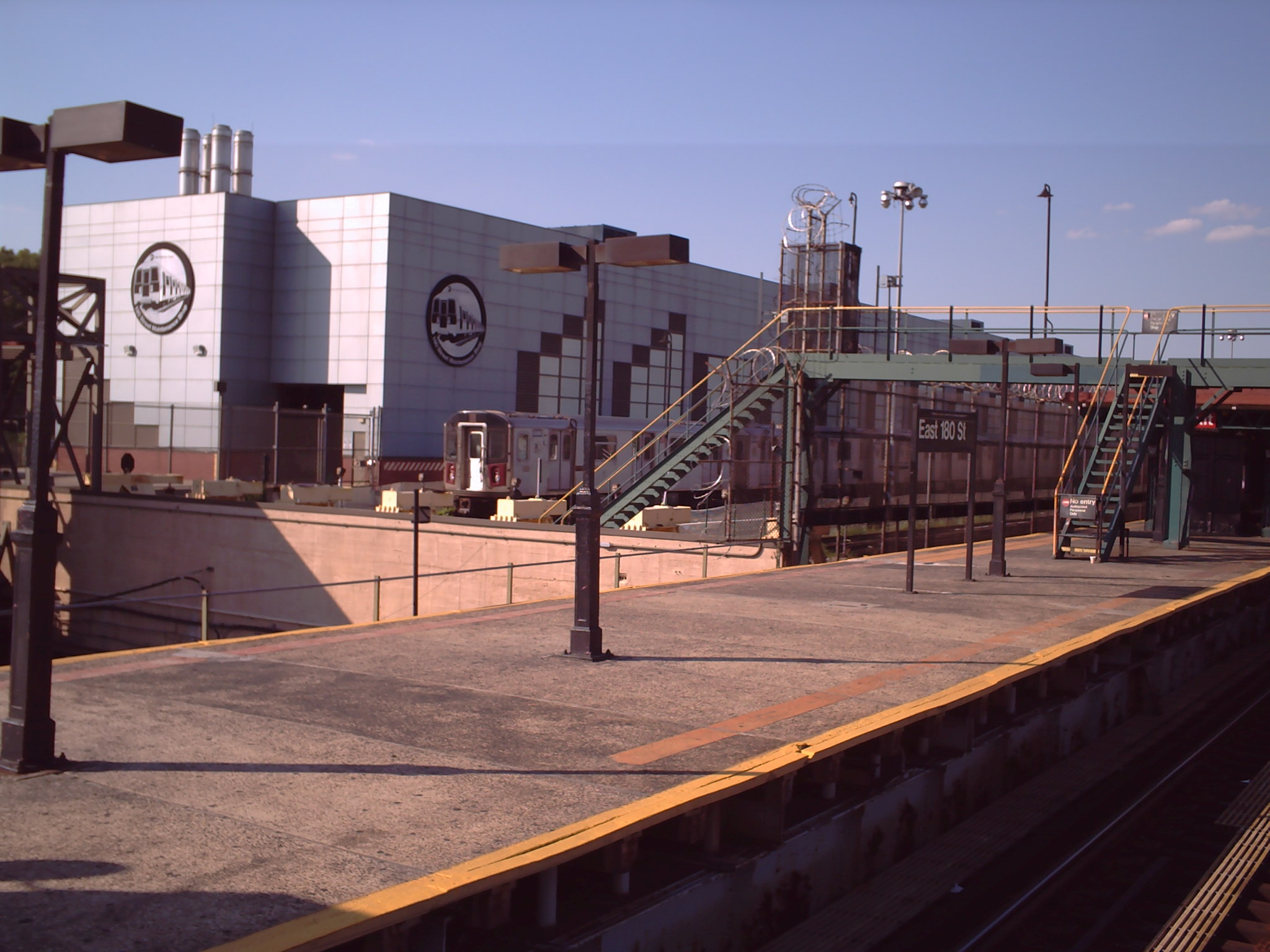
東180丁目車両基地と検車庫を隣接する東180丁目駅から見る

東180丁目車両基地 (ひがし180ちょうめしゃりょうきち、英語: East 180th Street Yard) はブロンクス区1145 東180丁目に位置し、IRTホワイト・プレーンズ・ロード線東180丁目駅に隣接している基地である。基地は検車線12線と留置線8線の計20線からなり、北東に位置するユニオンポート車両基地と接続している。主に5系統の車両留置に使われる。
北緯40度50分33秒 西経73度52分22秒 / 北緯40.84250度 西経73.87278度

### ジェローム車両基地
ジェローム車両基地 (ジェロームしゃりょうきち、英語: Jerome Yard) あるいはモショル車両基地 (Mosholu Yard) はブロンクス区3191ジェローム・アベニューに位置し、IRTジェローム・アベニュー線ベッドフォード・パーク・ブールバード-レーマン・カレッジ駅の北にある基地である。基地は1925年に開業し、4系統に充当されるR142形・R142A形を受け持っている。基地は上をトレーシー・タワーズ住宅の住人用の駐車場に覆われている。
北緯40度52分44秒 西経73度53分16秒 / 北緯40.87889度 西経73.88778度

### レノックス車両基地

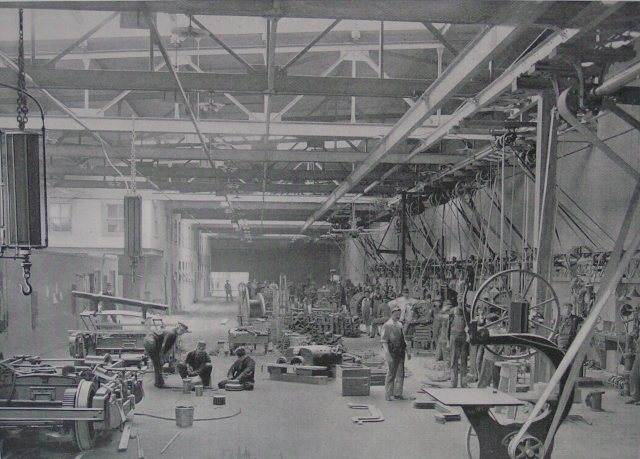
1902年のレノックス車両基地

レノックス車両基地 (レノックスしゃりょうきち、英語: Lenox Yard) あるいはレノックス・アベニュー検車区 (Lenox Avenue Shops) は、ハーレム地区の148丁目とレノックス・アベニューの近くに位置し、IRTレノックス・アベニュー線145丁目駅の北にある基地である。22線を持つ基地として1904年に開業し、当初は検車庫があったが、現在は3系統に充当されているR62形の留置にのみ使われている。基地からの入出庫線はIRTレノックス・アベニュー線ハーレム-148丁目駅と145丁目駅の間に接続している。1958年9月9日、ニューヨークシティ・トランジット・オーソリティは当基地の検車庫を廃止することを発表した。今まで当基地で整備を行っていた車両については全車1959年6月までに207丁目検車区へと受け渡された。これにより年間1,000,000ドルの経費削減に繋がると予測された。また、検車庫の廃止によりこれまで147丁目から150丁目まで、実に26エーカー（約105,218平方メートル）もの広さを誇っていた基地は僅か7エーカー（約2,800平方メートル）に縮小され、検車区のあった土地は開発者に売却された。売却された土地にはその後公立学校（現在はフレデリック・ダグラス・アカデミーの寮）とエスプラネード・ガーデンズのアパートが建設された。1968年5月13日、IRTレノックス・アベニュー線はハーレム-148丁目まで延伸され、線路は当基地の入出庫線から分かれる形で建設された。ハーレム-148丁目駅はIRTレノックス・アベニュー線の北端駅で当路線で運行されている3系統の終点になっている。
北緯40度49分22秒 西経73度56分07秒 / 北緯40.82278度 西経73.93528度

### リヴォニア車両基地

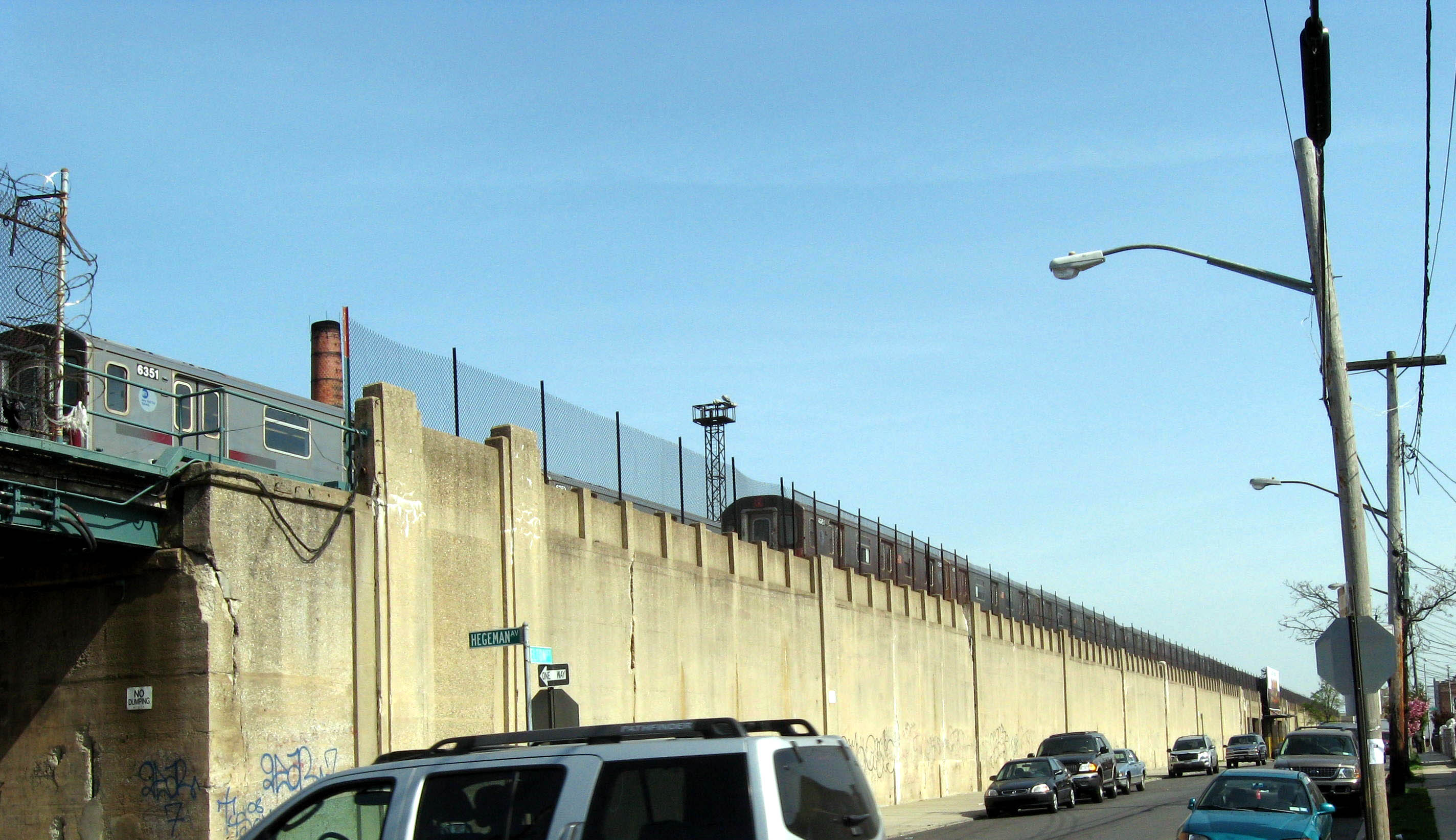
リヴォニア車両基地の北西端

リヴォニア車両基地 (リヴォニアしゃりょうきち、英語: Livonia Yard) はイースト・ニューヨークブルックリン区900ヘゲマン・アベニューに位置し、IRTニューロッツ線の東端にある基地である。地下鉄内で検車庫を持つ基地として最も小さい基地で、3系統に充当されているR62形と42丁目シャトルに充当されているR62A形を受け持っている。
この基地は1922年に建設が開始され、1923年に開業した検車線4線と留置線15線の計19線からなる基地である。なお、この基地は規模が小さいため、3系統に充当されているR62電車の大半はレノックス車両基地で留置されることになる。
基地は240丁目車両基地と同じく全体が高架上にあり、現在の鉄道会社の建築基準を満たしていないため改装が必要とされている。改装は開発中のスプリング・クリークへと基地を拡張する形で行えば良いと提案がなされている。
北緯40度39分51秒 西経73度52分45秒 / 北緯40.66417度 西経73.87917度

### ユニオンポート車両基地
ユニオンポート車両基地 (ユニオンポートしゃりょうきち、英語: Unionport Yard) は南西に位置する東180丁目車両基地と接続しており、主に2系統と5系統の車両留置用として機能している。この基地には洗車設備や検車設備が無く、南側はIRTホワイト・プレーンズ・ロード線に、北側はIRTダイアー・アベニュー線に接続している。
北緯40度50分42秒 西経73度52分12秒 / 北緯40.84500度 西経73.87000度

### ウェスト・ファームズ車両基地（廃止）
ウェスト・ファームズ車両基地 (ウェスト・ファームズしゃりょうきち、英語: West Farms Yard) はIRTホワイト・プレーンズ・ロード線ウェスト・ファームズ・スクエア-イースト・トレモント・アベニュー駅の北側にあった高架の車両基地で、1952年の180丁目-ブロンクス・パーク駅の廃止と共に廃止された。東180丁目駅方面への延伸がなされておらず東180丁目車両基地もユニオンポート車両基地も無かった頃は車両の留置などに重宝していた。

### ウエストチェスター車両基地
ウエストチェスター車両基地 (ウエストチェスターしゃりょうきち、英語: Westchester Yard) あるいはペラム車両基地 (Pelham Yard) はブロンクス区に位置し、留置線45線を持っている基地である。基地は6系統に充当されているR62A形、AディビジョンとBディビジョンの保守用ディーゼル機関車の整備・留置を行っている。基地はIRTペラム線ミドルタウン・ロード駅とウェストチェスター・スクエア-イースト・トレモント・アベニュー駅の間にあり、南北両方向に出庫することが可能である。
旅客列車・ディーゼル機関車の検車庫は4線からなっており、洗車設備も設置されている。
当基地は1946年から1949年にかけて拡張され、新しい信号設備の建設や本線から入出庫線の分岐地点の平面交差の解消などが行われた。平面交差の解消前は北行緩行線から入庫する列車は急行線と南行緩行線を横断する必要があり、ダイヤ作成上のネックとなっており列車の高速化に限界が来ていた。平面交差解消後には4分の所要時間短縮ができる急行列車の運転区間がペラム・ベイ・パーク駅まで延長されている。また、拡張により車両収容可能数が増えており、358両の車両を留置することが可能である。この拡張により、以前はパークチェスター駅とペラム・ベイ・パーク駅間の急行線に留置されていた車両を基地で留置することが可能になり先述の急行列車のペラム・ベイ・パーク駅までの延長が可能となった。この基地には1949年に変電所を建設することが計画され、6,387,000ドルの費用をかけて1950年に完成する予定とされた。
北緯40度50分38秒 西経73度50分31秒 / 北緯40.84389度 西経73.84194度

## Bディビジョン
Bディビジョンの車両基地はコニー・アイランド、イースト・ニューヨーク、ジャマイカ、ピトキンの4箇所が検車庫を備え、174丁目、カナーシー、チャーチ・アベニュー、フレッシュ・ポンド、ロッカウェイ・パークの5箇所が車庫として機能している。4箇所とAディビジョンと共用の207丁目、コンコースを含めた6箇所の検車庫を備えた車両基地に3,523両の車両が割り当てられている。

### 174丁目車両基地
174丁目車両基地 (174ちょうめしゃりょうきち、英語: 174th Street Yard) はC系統の車両の留置に使用される、IND8番街線168丁目駅の北側にある基地である。入出庫線は168丁目駅で終了する南北緩行線の続きとなっており、そのまま北に6ブロック進み175丁目付近が基地となっている。基地は留置線5本のみで、基地北端はコンコース-マンハッタン高速道路に隣接したコンクリート壁で終わっている。
北緯40度50分45秒 西経73度56分23秒 / 北緯40.84583度 西経73.93972度

### カナーシー車両基地

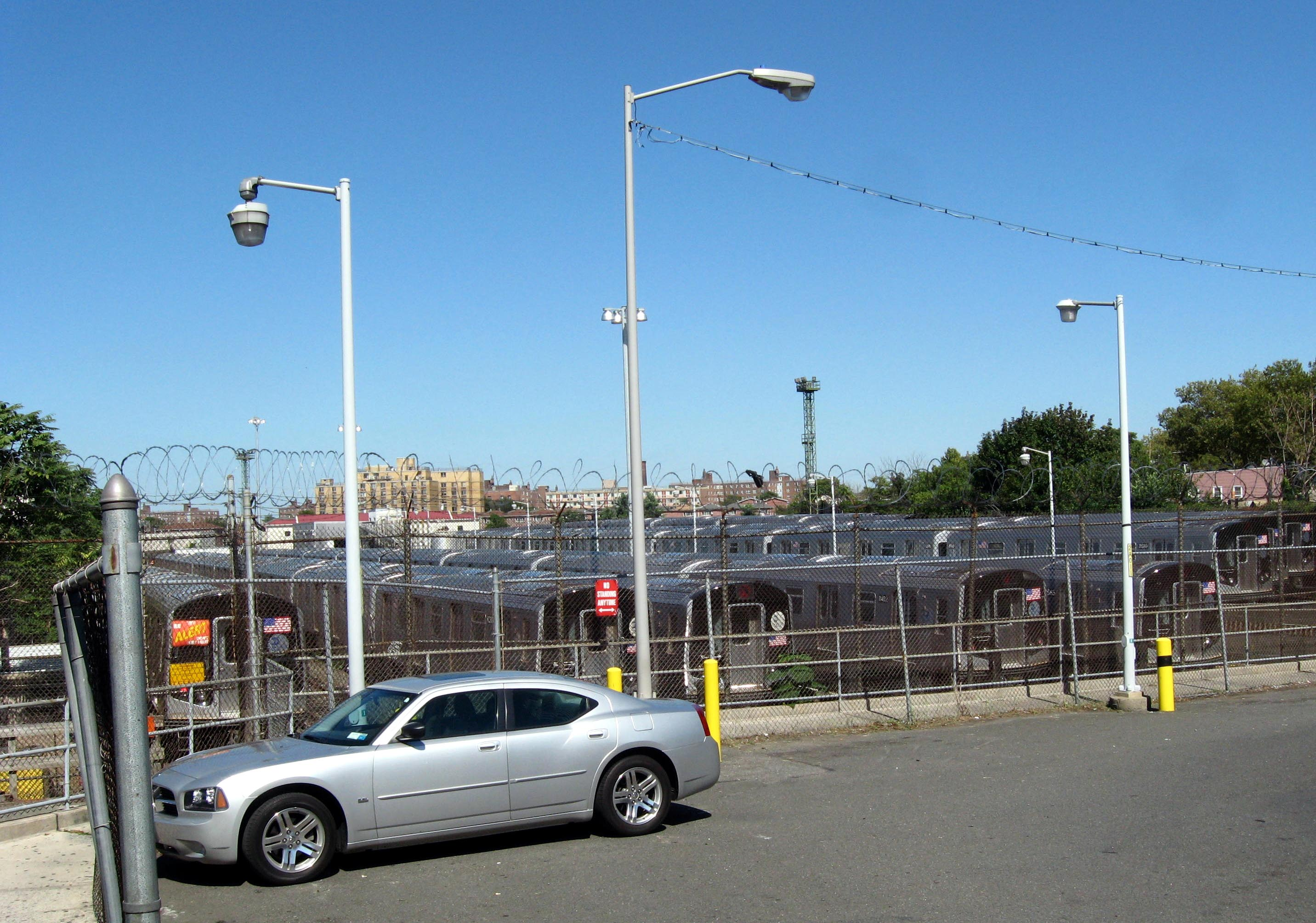
カナーシー車両基地南端

カナーシー車両基地 (カナーシーしゃりょうきち、英語: Canarsie Yard) あるいはアトランティック車両基地 (Atlantic Yard) はBMTカナーシー線カナーシー-ロッカウェイ・パークウェイ駅に隣接している基地である。基地は1917年10月26日に開業し、L系統に充当されている車両を留置する。
新しい信号が2003年にBMTカナーシー線の信号システムの自動化と共に導入された。
北緯40度38分48秒 西経73度54分05秒 / 北緯40.64667度 西経73.90139度

### チャーチ・アベニュー車両基地
チャーチ・アベニュー車両基地 (チャーチ・アベニューしゃりょうきち、英語: Church Avenue Yard) はG系統の車両を留置するのに使用される、INDカルバー線チャーチ・アベニュー駅の南にある基地である。本線の4線（南北急行線・緩行線）の真下にある留置線4線からなっている。このうち1線はチャーチ・アベニュー駅止まりのG系統の折り返しのために常時使用されている。なお、この留置線は1線に1編成のみ留置できるため最大で4編成同時に留置できる。
北緯40度38分31秒 西経73度58分45秒 / 北緯40.64194度 西経73.97917度

### コニー・アイランド車両基地

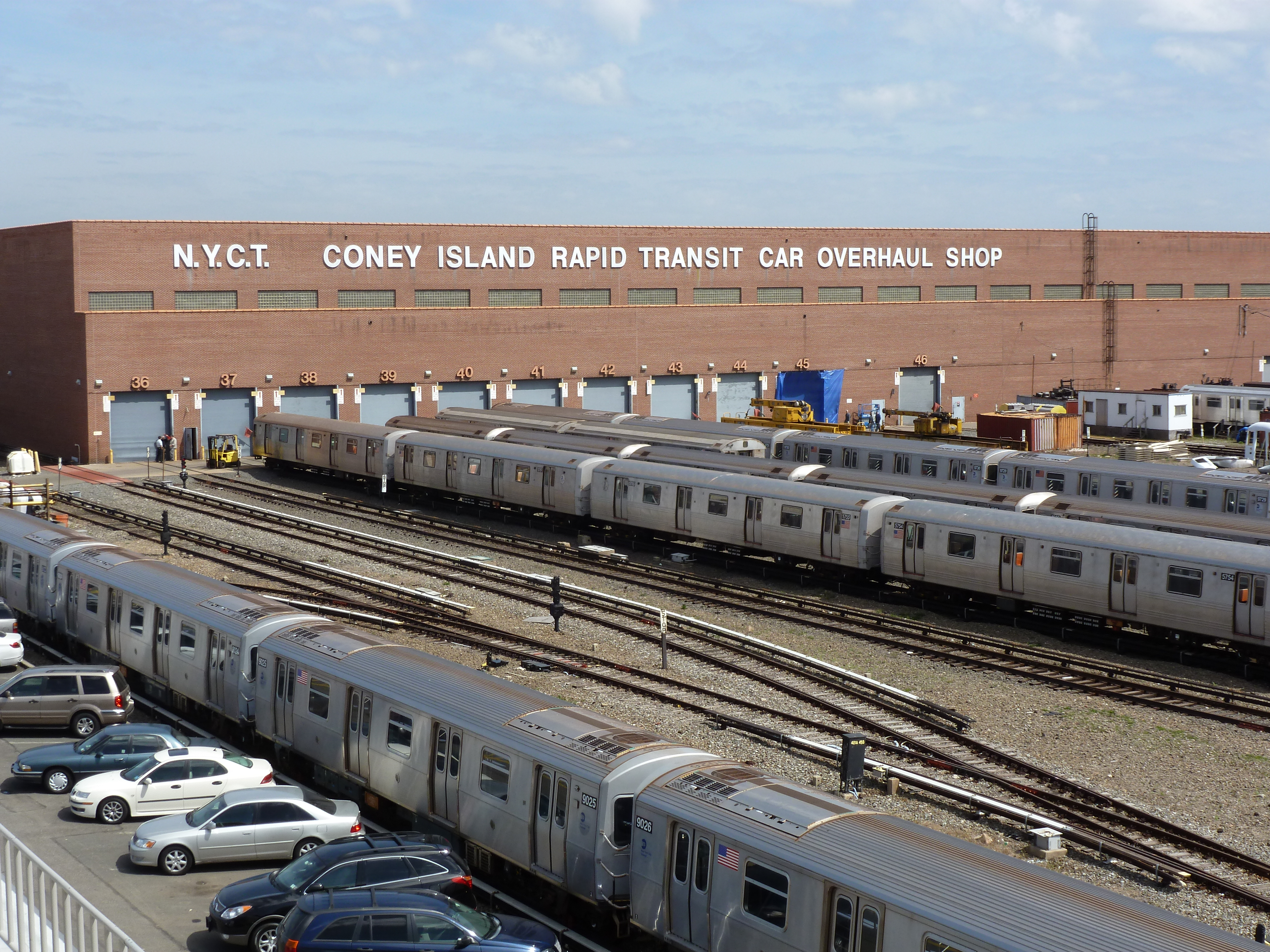
コニー・アイランド工場

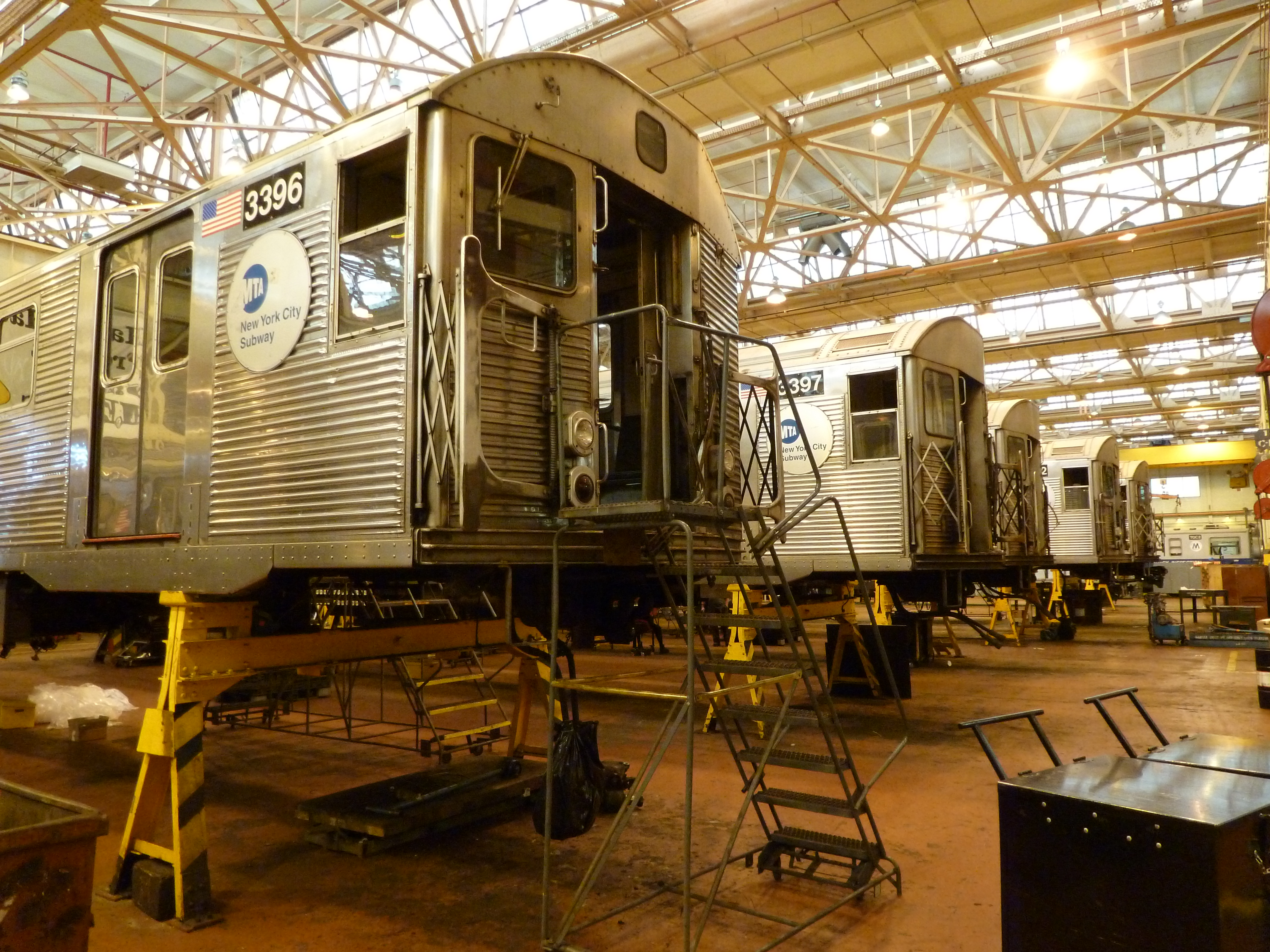
検車庫内の風景

コニー・アイランド地下鉄車両工場 (コニー・アイランドちかてつしゃりょうこうじょう、英語: Coney Island Rapid Transit Car Overhaul Shop) あるいはコニー・アイランド車両基地 (コニー・アイランドしゃりょうきち、英語: Coney Island Complex) はニューヨーク市および北米において最も規模の大きい鉄道工場である。ニューヨーク市ブルックリン区にある74エーカー（約300,000平方メートル）もの広さを誇る工場・検車区で、24時間365日稼働している。この工場は1926年に建設された。この工場が建った土地はかつて港湾施設や船舶運河として機能していた。
1946年の末に洗車機が設置された。
この検車区はB系統、N系統、Q系統、W系統、フランクリン・アベニュー・シャトルに充当されているR46形、R68形・R68A形の約800両の定期メンテナンスが行われている。また、工場はスタテンアイランド鉄道の車両を含めた約6,000両の検査や大規模な整備が行われているほか、洗車や塗装も行っている。
コニー・アイランド車両基地として知られるメインヤードは隣接するBMTシー・ビーチ線（N系統・W系統）とBMTウエスト・エンド線（D系統）、更にコニー・アイランド-スティルウェル・アベニュー駅のC、D番線（3、4番線として一般に案内されている）を経由しBMTブライトン線（B系統・Q系統）に接続している。また、メインヤードに隣接するが別ヤードとなっているカルバーヤード（シティヤードあるいはアベニューXヤードとも呼ばれる）は基地の東側を通過しているINDカルバー線（F系統）に接続している。カルバーヤードにはF系統・G系統に充当されているジャマイカ車両基地所属のR160形、R211A形・R211T形が入庫している。そのほか、スティルウェルヤードというラッシュ時の増発分の編成を留置するのに使われるヤードもあり、こちらはB系統とD系統に充当されるR68形とR68A形が留置されている。
敷地内には工場や検車区、留置線のほかに交通局の社員のためのヘルスセンター（ジム）や医療センター、ニューヨーク市警察鉄道警察部門の射撃訓練場、消防訓練学校がある。もともとこの土地はニューヨーク市警察の敷地であり、1995年にニューヨーク市地下鉄と共用するようになった。
コニー・アイランド車両基地電動機修理工場とコニー・アイランド車両基地ゲートハウスは2006年に国立史跡に登録された。
北緯40度35分10秒 西経73度58分40秒 / 北緯40.58611度 西経73.97778度

#### ゲートハウス
コニー・アイランド車両基地ゲートハウス (コニー・アイランドしゃりょうきちゲートハウス、英語: Coney Island Yard Gatehouse) はコニー・アイランド車両基地にある歴史的な門戸である。1929年頃に建てられたこのゲートハウスは張り出した庇をもつ小さな石造りの建物である。
2006年2月9日に国立史跡に登録された。

#### 電動機修理工場
コニー・アイランド車両基地電動機修理工場 (コニー・アイランドしゃりょうきちでんどうきしゅうりこうじょう、英語: Coney Island Yard Electric Motor Repair Shop) はコニー・アイランド工場にある歴史的な修理工場である。1925年から1927年の間に建設されたシンプルな2階建ての箱型のレンガ造りの建物で、建物には大きな複数の窓ガラスと巨大な鋸歯状の天窓がある。
2006年2月9日に国立史跡に登録された。

### イースト・ニューヨーク車両基地

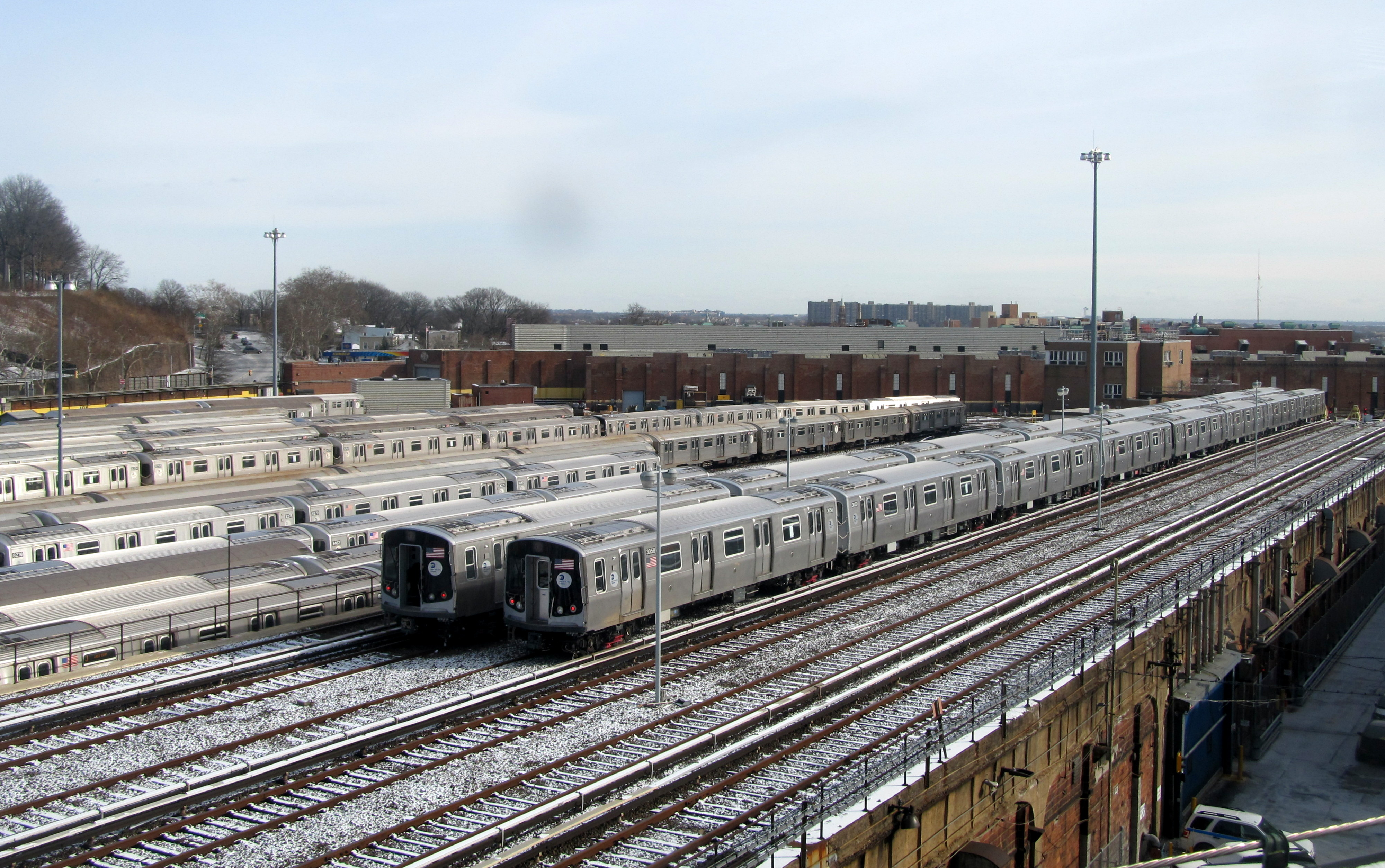
イースト・ニューヨーク車両基地、2017年撮影

イースト・ニューヨーク車両基地 (イースト・ニューヨークしゃりょうきち、英語: East New York Yard) はJ系統、L系統、M系統、Z系統に充当されるR143形、R160A形、R179形の整備・留置を行っている基地である。
ブルックリン区イースト・ニューヨークのブロードウェイとジャマイカ・アベニューの交差点付近のBMTカナーシー線とBMTジャマイカ線の交差部付近に位置している。基地からはカナーシー、ジャマイカ両線へ出庫することが可能であるが、カナーシー線は南行線にしか出ることができない。なお、構内の転轍機は全て手動でてこにより動かされている。転轍機が手動なのは他にフレッシュ・ポンド車両基地と36丁目-38丁目車両基地の2箇所がある。
北緯40度40分44.3秒 西経73度54分6.1秒 / 北緯40.678972度 西経73.901694度

### フレッシュ・ポンド車両基地
フレッシュ・ポンド車両基地 (フレッシュ・ポンドしゃりょうきち、英語: Fresh Pond Yard) はBMTマートル・アベニュー線ミドル・ヴィレッジ-メトロポリタン・アベニュー駅の南に位置する基地である。1906年に開業し、M系統の車両留置に使用される。基地の入出庫線はマートル・アベニュー線の終点であるミドル・ヴィレッジ-メトロポリタン・アベニュー駅側に接続しており、ニューヨーク市地下鉄の車両基地としては珍しい構造となっている。なお、構内の転轍機は全て手動でてこにより動かされている。転轍機が手動なのは他にイースト・ニューヨーク車両基地と36丁目-38丁目車両基地の2箇所がある。
北緯40度42分26秒 西経73度53分36秒 / 北緯40.70722度 西経73.89333度

### ジャマイカ車両基地

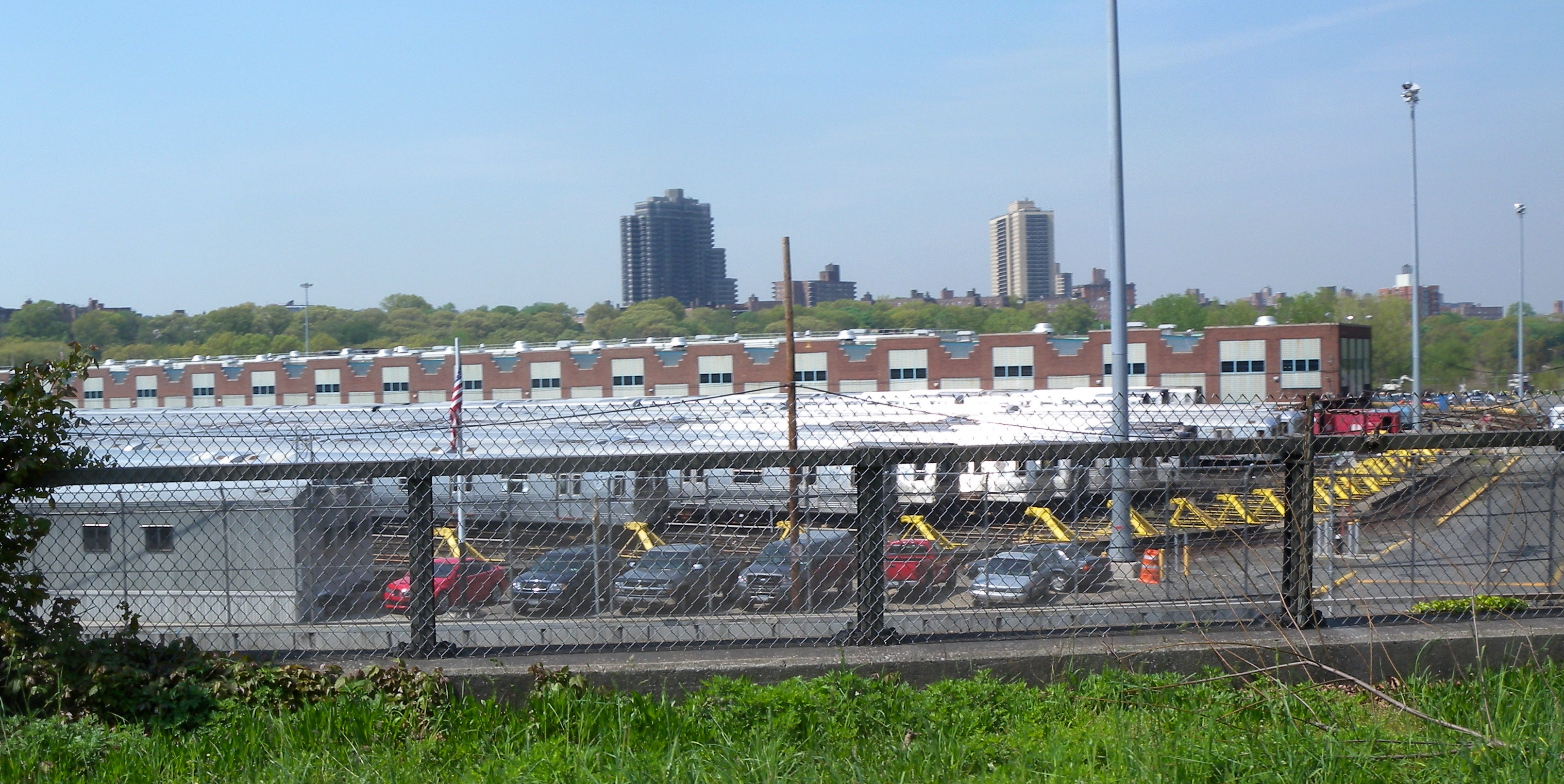
ジャマイカ車両基地南西

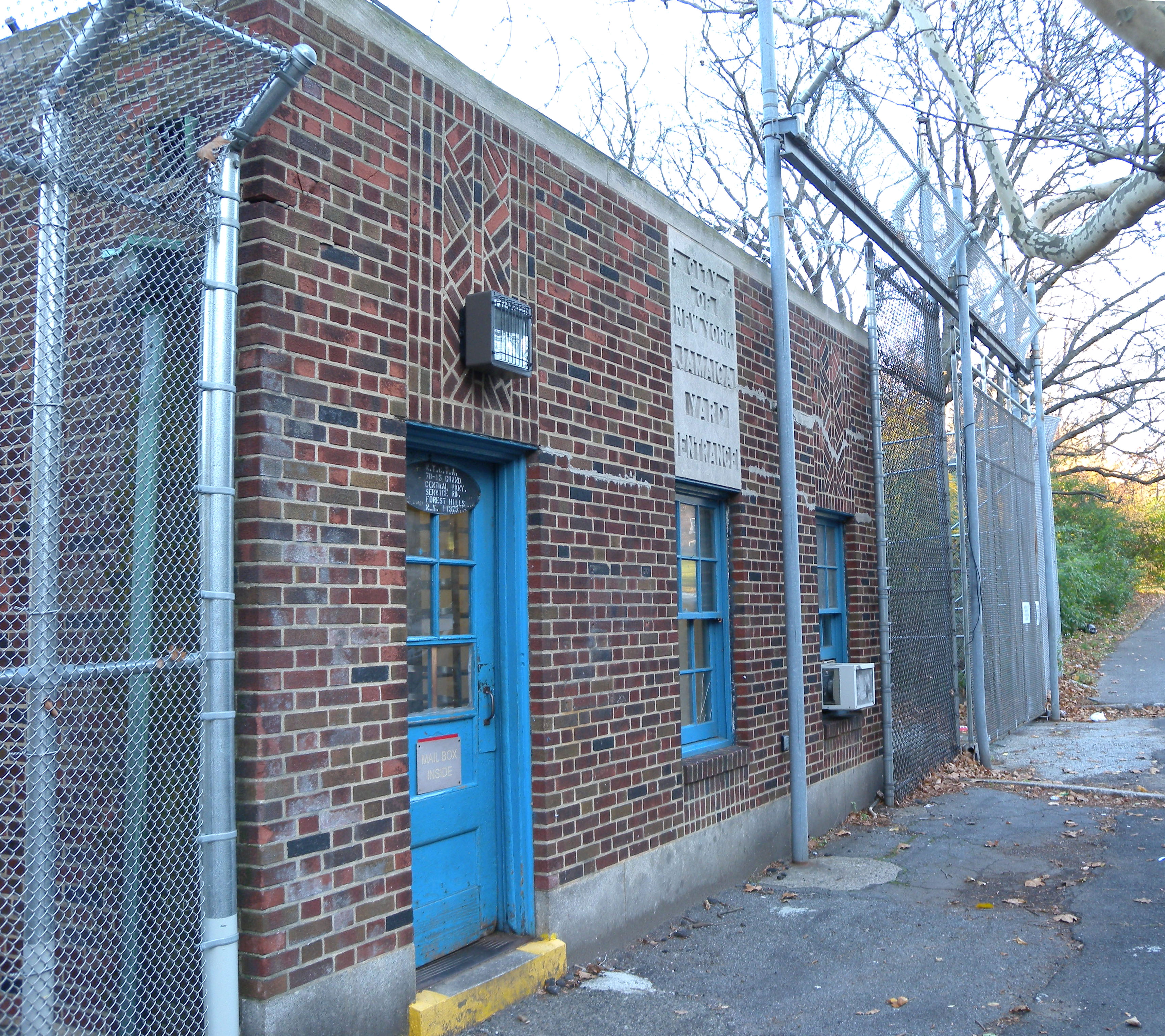
ジャマイカ車両基地従業員入口

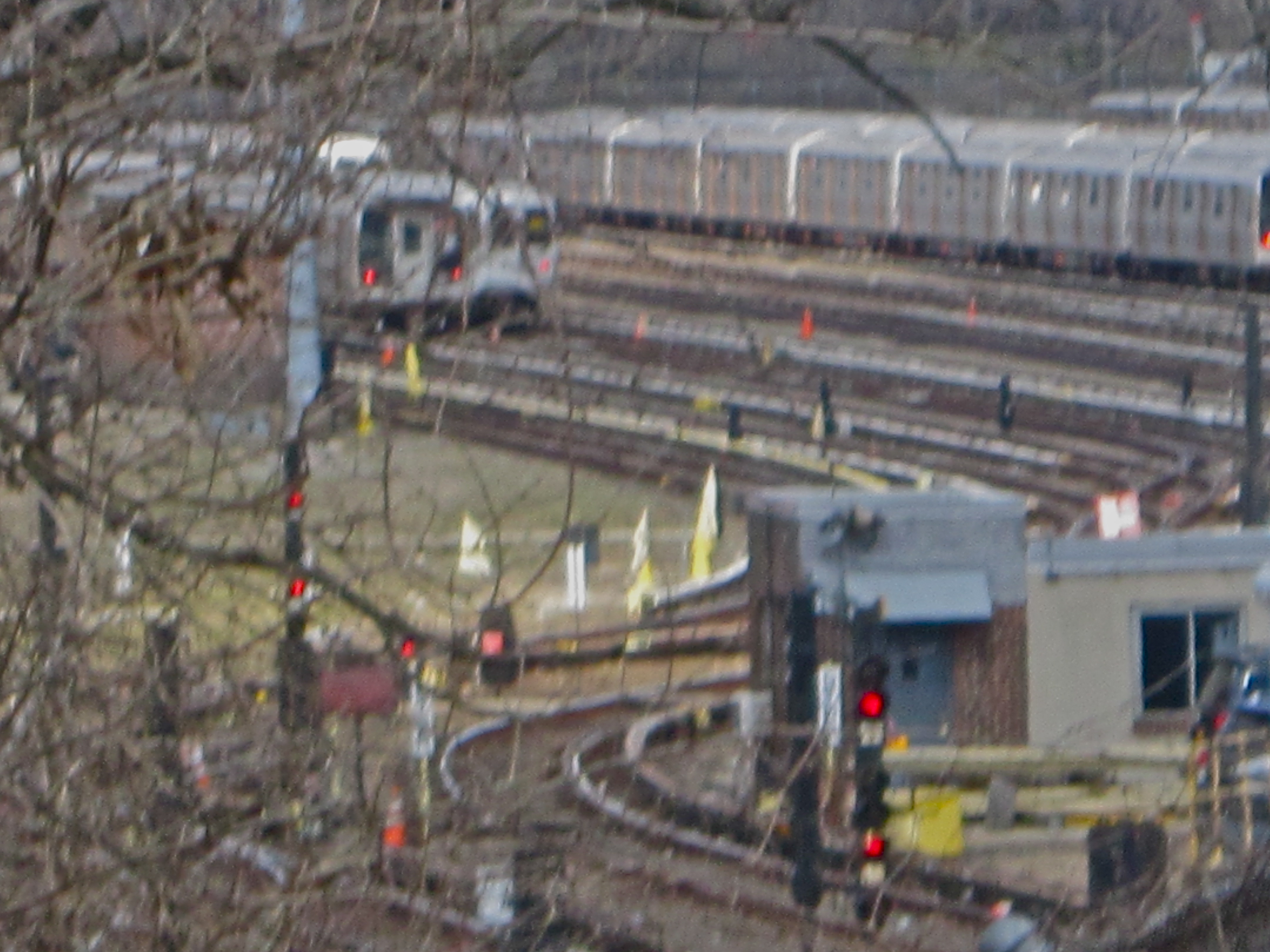
ジャマイカ車両基地に留置中の車両（左からR160電車、R46電車）、2013年3月撮影

ジャマイカ車両基地 (ジャマイカしゃりょうきち、英語: Jamaica Yard) はクイーンズ区キュー・ガーデン地区のフラッシング・メドウズ・コロナ・パークの南端に位置する基地である。1936年の開業以来INDクイーンズ・ブールバード線のキュー・ガーデン-ユニオン・ターンパイク駅の北側に位置し、西側は同線のフォレスト・ヒルズ-71番街駅に、東側はブライアーウッド駅に接続している。また、1939年のニューヨーク万博博覧会会場への輸送を担ったIND万博線は当基地の東から北へ向けて分岐していたほか、当基地が同線の南側の終点駅となっていた。なお、INDクイーンズ・ブールバード線は地下線であるがこの基地は地上にある。この基地の建っている土地はかつてフラッシング川の沼地となっていた。アメリカ独立戦争の最中にはロングアイランドの戦いの後にイギリス軍に占有されていた。
この敷地はかつてニューヨーク市内の水道設備が建設されていた。1930年4月2日に敷地はインフラ部門からニューヨーク市交通委員会に移管され、その際にフォレスト・ヒルズ、キュー・ガーデンズ、フラッシングの各地区へ水を送っていたポンプ施設が解体されたため、その代替設備の建設費に50,000ドルが割り当てられた。この基地はもともとグランド・ストリートとクイーンズ・ブールバードの近くのサウス・エルムハーストとレゴ・パーク地区に建設される予定であった。その後、現在の場所に建設されることが決まると、近隣のフォレスト・ヒルズならびにキュー・ガーデン地区の住民が建設反対運動を起こした。しかしながら、基地は住宅から離れた位置に建設されるため問題は無いと考えた交通委員会の議長、ジョン・H・デラニーは建設中止を拒否した。
車両基地の建設は敷地が移管された1935年4月中に約半分が完成しており、最終的な総費用は約56万ドルにのぼった。1964年8月、当基地には1965年5月に洗車機が設置される予定と発表された。現在基地はE系統、F系統、G系統、R系統に充当されているR160形（5両編成）、R211A形、R211T形の洗車・車内清掃・小規模な整備・留置が行われている。なお、平日に限りM系統に充当されているR160A形、R179形も留置されているが、この編成はイースト・ニューヨーク車両基地で整備されている4両編成のものであるため当基地では整備を行っていない。
当基地は既存の施設で受け入れ可能な車両数に対し、受け入れる必要性のある車両の方が多くなっておりメトロポリタン・トランスポーテーション・オーソリティは基地を拡張する計画を立てている。現在は受け入れ切れない車両を、ラッシュ時以外にジャマイカ-179丁目駅 - フォレスト・ヒルズ-71番街駅間の急行線に留置している。この拡張計画が実行されると、基地の受け入れ可能な車両数は現在の約2倍となる。この拡張計画は、1982年から1986年にかけてのMTAキャピタル・プログラム以来計画されている。また、INDクイーンズ・ブールバード線の信号自動化と共にCBTCの指令所を設置する予定となっている。
北緯40度43分12秒 西経73度49分41秒 / 北緯40.72000度 西経73.82806度

### ピトキン車両基地

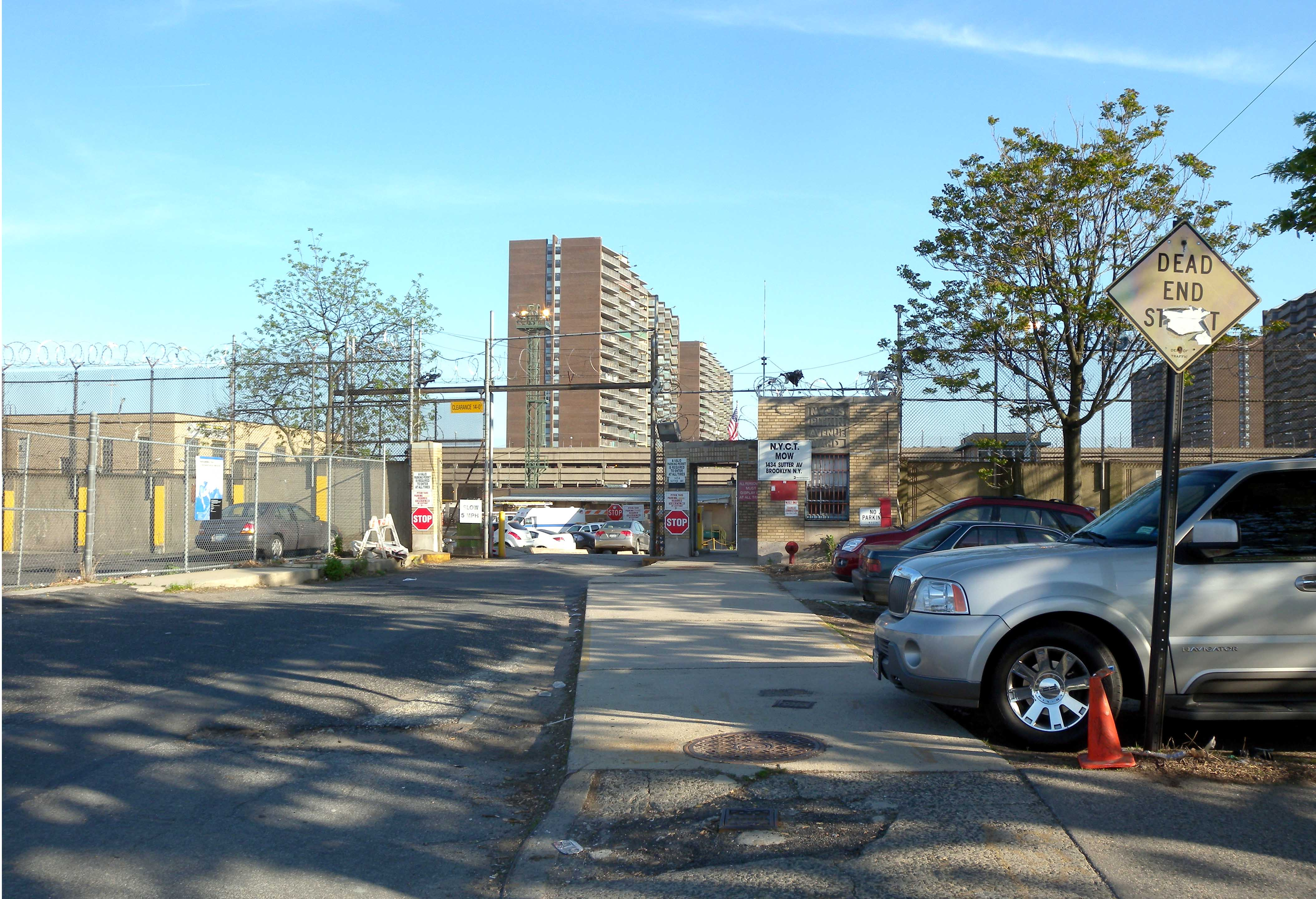
ピトキン車両基地のグラント・アベニューに面した入口

ピトキン車両基地 (ピトキンしゃりょうきち、英語: Pitkin Yard) はブルックリン区イースト・ニューヨークに位置し、A系統、C系統、ロッカウェイ・パーク・シャトルに充当されているR179形、R211A形（いずれも5両編成）の整備・留置を行っている。
入出庫線は北側がINDフルトン・ストリート線のユークリッド・アベニュー駅手前、南側が80丁目駅手前に繋がっており、両方向に入出庫することが可能である。ただし、両駅間にあるグラント・アベニュー駅を経由して入出庫を行おうとした場合は必ず一度方向転換をする必要がある。
ピトキン車両基地の建設はINDフルトン・ストリート線の延伸に役立つとされ、地下鉄建設委員会が1940年2月8日に建設を承認した。用地確保のための資金は30エーカー（約121,000平方メートル）で773,000ドルと予想された。1948年11月28日に開業し、同日にフルトン・ストリート線もグラント・アベニュー駅からリバティ・アベニュー駅まで延伸された。かつて基地が地上にあった時代のうち1972年から1973年にかけては15 - 17階建てのいくつかのアパートからなるリンデンプラザ＆タワーズ住宅が基地の上にあったコンクリートデッキ上に建てられていた。
北緯40度40分21秒 西経73度51分54秒 / 北緯40.67250度 西経73.86500度

### ロッカウェイ・パーク車両基地

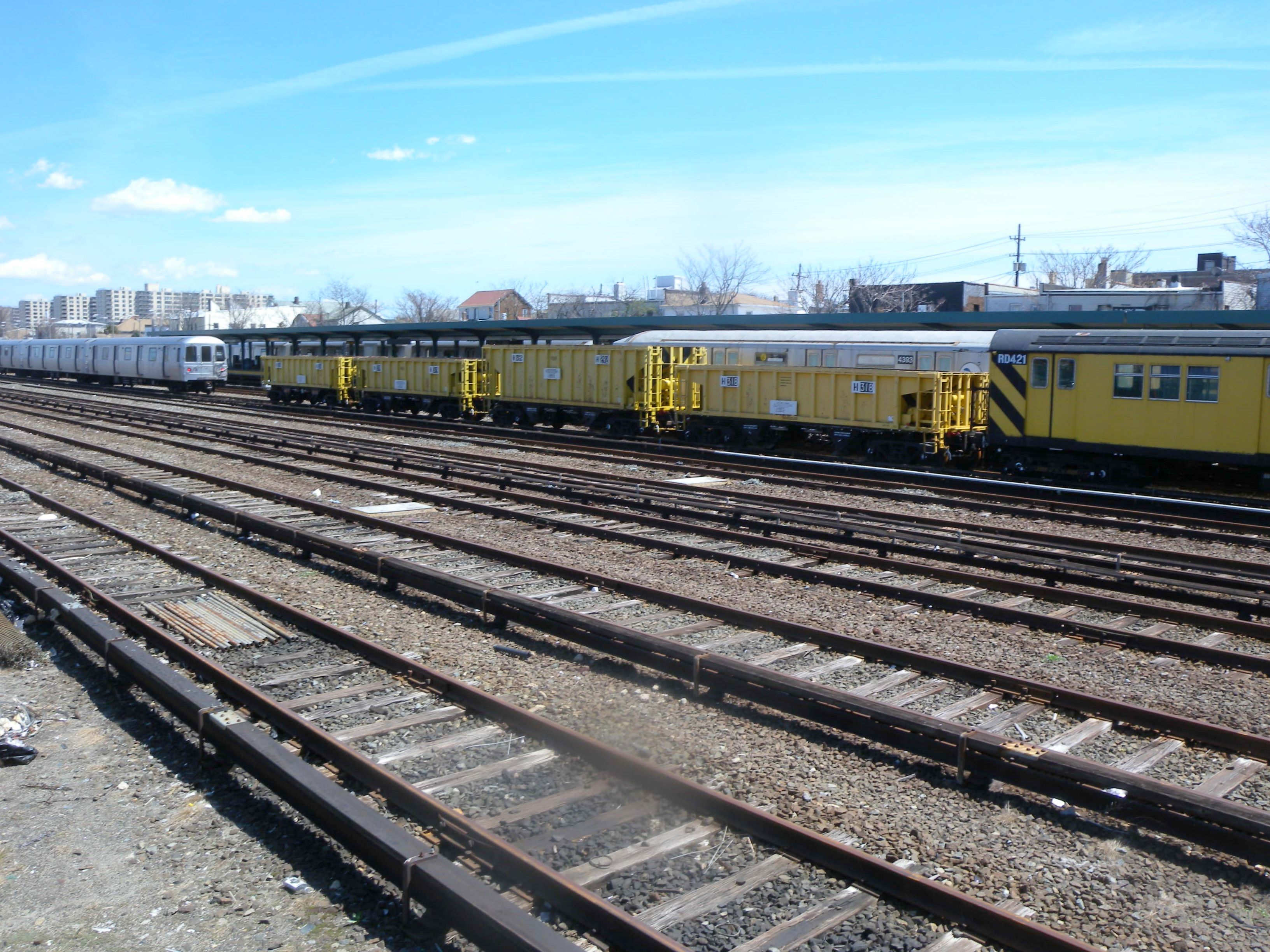
ロッカウェイ・パーク車両基地東端

ロッカウェイ・パーク車両基地 (ロッカウェイ・パークしゃりょうきち、英語: Rockaway Park Yard) はクイーンズ区ロッカウェイ・パークに位置し、INDロッカウェイ線ロッカウェイ・パーク-ビーチ116丁目駅に隣接している基地である。116丁目駅の北に留置線7線、南に留置線1線の計8線をもっており、A系統、ロッカウェイ・パーク・シャトルに充当されている車両の留置を行っている。車両の整備はピトキン車両基地で受け持っているため整備設備はない。

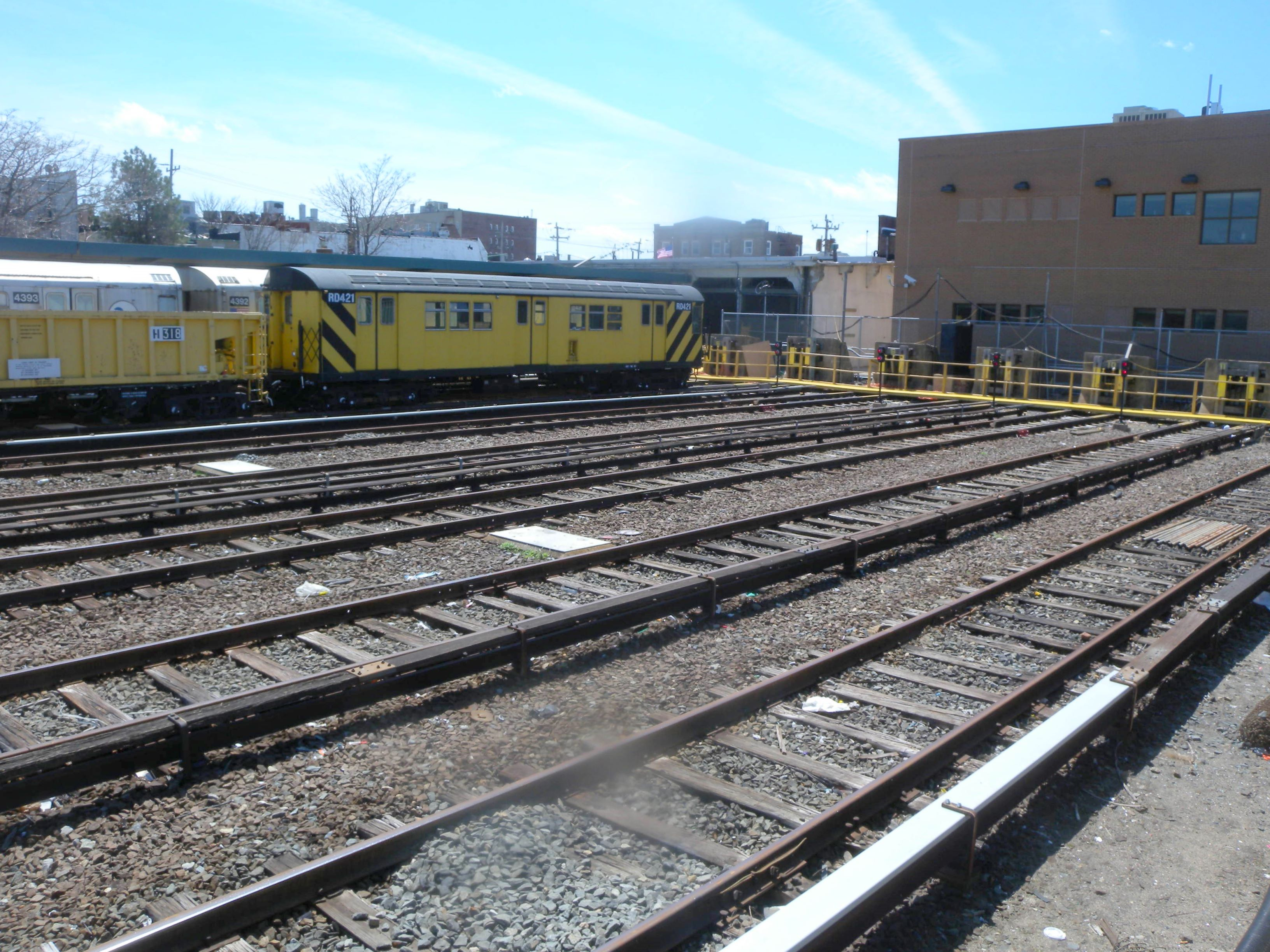
ロッカウェイ・パーク車両基地西端

基地はINDロッカウェイ線をかつて運行していたロングアイランド鉄道ロッカウェイ・パーク支線の車両基地として開業した。開業時はまだ蒸気機関車が主流の時代であったため給水塔や扇形庫、転車台を使わずに前後を入れ換えることができるループ線などがあった。
北緯40度34分52秒 西経73度50分8秒 / 北緯40.58111度 西経73.83556度

## 共用

### 207丁目車両基地

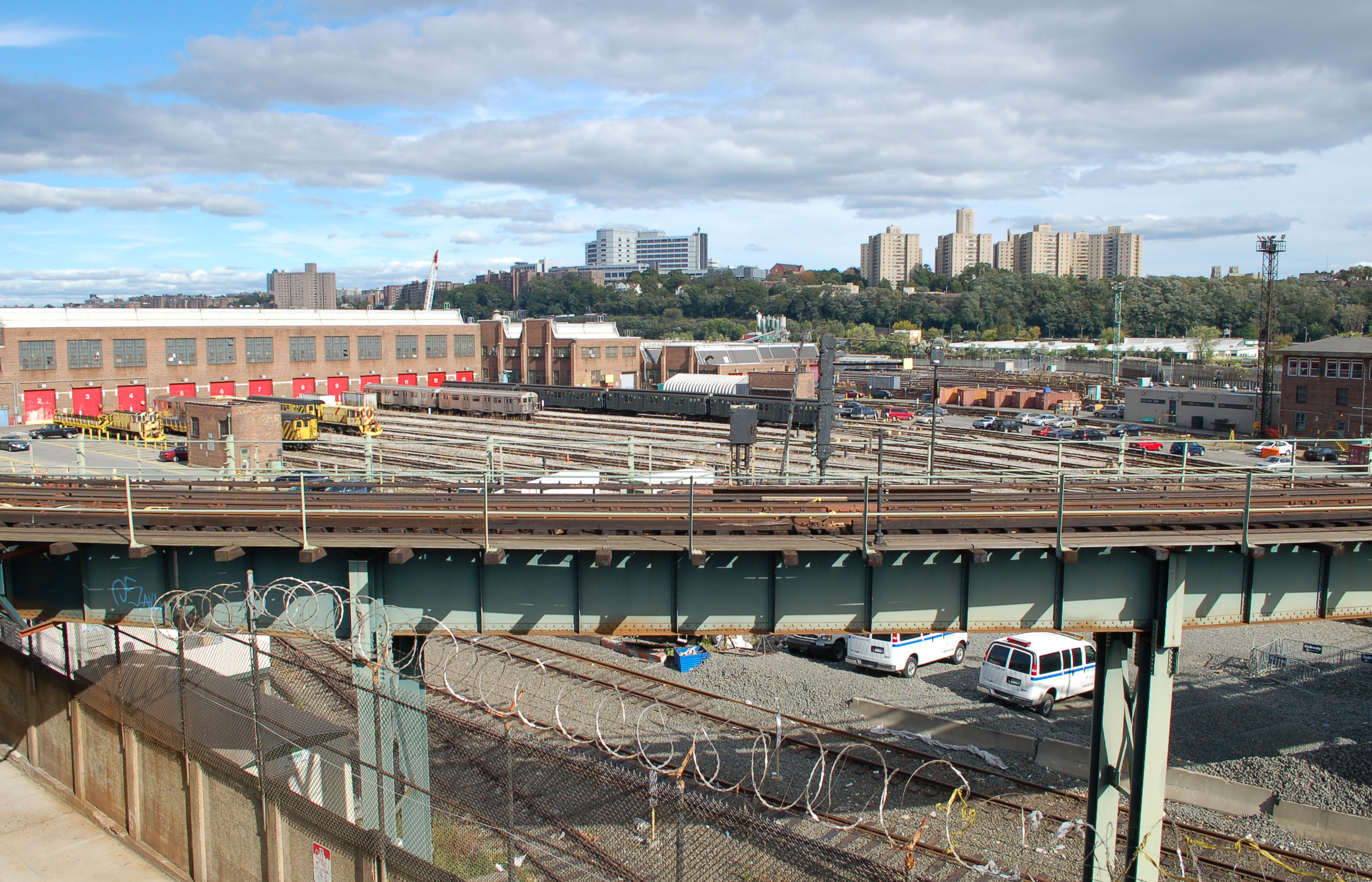
207丁目車両基地を南西から眺める

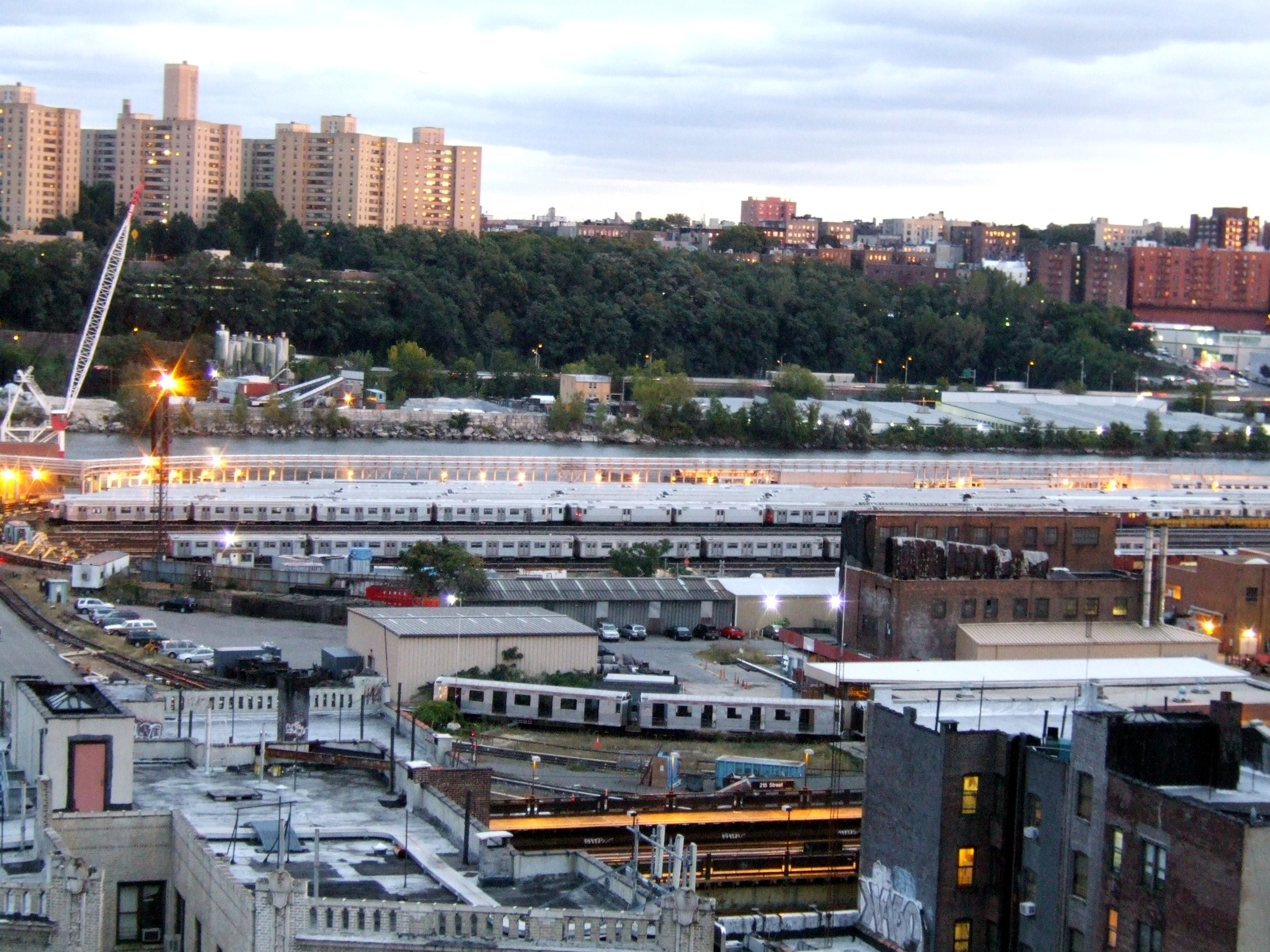
付近にある建物から見た207丁目車両基地

207丁目車両基地 (207ちょうめしゃりょうきち、英語: 207th Street Yard) はアッパー・マンハッタンインウッド地区の10番街とユニバーシティ・ハイツ・ブリッジに位置する基地である。当基地はC系統に充当されるR179形4両編成車を受け持っている。また、洗車設備をもっている。
207丁目車両基地はニューヨーク市地下鉄内にある2箇所の大規模な車両工場の1つであり（もう1箇所はコニー・アイランド車両基地）、AディビジョンとBディビジョンの車両の大規模な検査などを行っている。基地内には引退した車両や廃車待ちの車両が留置されており、またニューヨーク交通博物館で展示する車両の復元を行ったりしている。以前は引退した車両の座席やドア、行先表示幕などの歴史的な物や潤滑油、アスベストといった有害物質を除き、車体は解体されたり海に沈められたりしていた。
入出庫線は基地の南で2つに分かれており、片方はIND8番街線ダイクマン・ストリート駅北側に、もう片方はIRTブロードウェイ-7番街線215丁目駅の南側に接続している。
北緯40度52分0秒 西経73度55分0秒 / 北緯40.86667度 西経73.91667度

### コンコース車両基地
コンコース車両基地 (コンコースしゃりょうきち、英語: Concourse Yard) はブロンクス区の205丁目とジェローム・アベニューの交差点付近に位置する基地である。基地の敷地は1906年に作られたジェローム・パーク貯水池の跡地である。1912年に貯水池は放棄され、跡地には当基地のほか、リーマン・カレッジ、高等学校3校、公園、いくつかの公共住宅が建てられた。基地はもともとネイビー・アベニュー（現在のポール・アベニュー）、ジェローム・アベニュー、205丁目、ベッドフォード・パーク・ブールバードに囲まれていたが、基地を南に拡張し198丁目まで範囲を拡大した。
1960年代、ニューヨーク市立大学は、基地の上にデッキを建てブロンクス・コミュニティ・カレッジの新しいキャンパスを建設する予定であった。1970年には、線路の間に800本の柱を立てることになっており、デッキは1971年7月に完成する予定であった。しかし、この計画は柱がわずかに短く作られていることが発覚し頓挫した。その後基地の上に建物を建設する計画は2015年にニューヨーク市長のルーベン・ディアス・ジュニアにより発案された。計画書では、基地の上は開発の潜在性が高いことが判明し、複合住宅、小売店、リーマン・カレッジの拡大を行うこととしており、デッキ建設の費用は、3,500,000 - 5,000,000ドルになると予測されている。

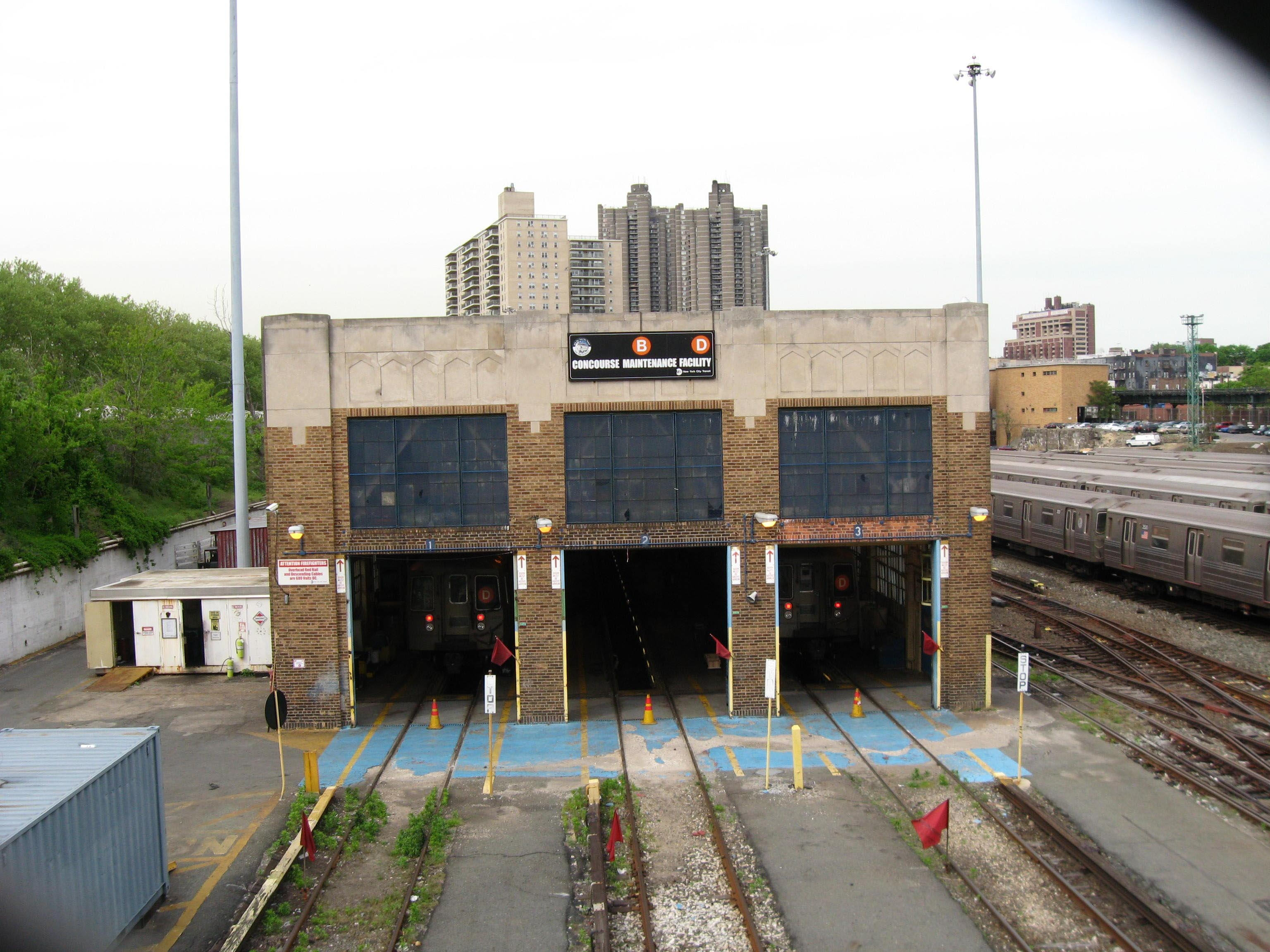
コンコース車両基地検車庫

基地には検車線3線と留置線36線の計39線があり、検車庫には30両、留置線には225両の車両を留置することが可能で、D系統に充当されるR68形が所属する。基地には洗車機があり、付近のジェローム車両基地に留置される列車の洗車を行うこともある。基地の南北から入出庫線が出ており、北側はINDコンコース線ノーウッド-205丁目駅 - ベッドフォード・パーク・ブールバード駅間で両方向に、南側はIRTジェローム・アベニュー線キングスブリッジ・ロード駅北側に接続している。

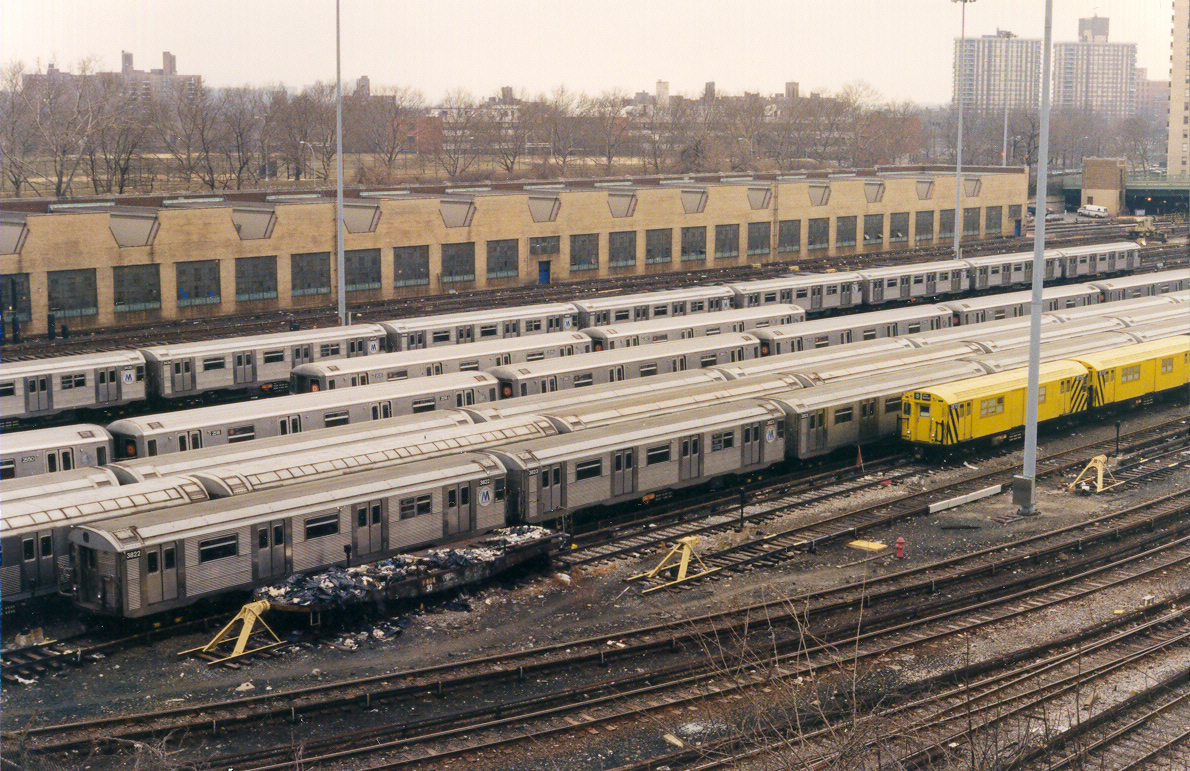
コンコース車両基地を南東から見る

コンコース車両基地入口の建物とコンコース車両基地変電所は2006年2月9日に国立史跡に登録された。入口の建物は3階建ての建物2つからなっており、石灰岩の柱とアルミニウム製のドアがある。2つの建物は、アールデコ調の欄干のある鉄橋でつながっている。変電所は50フィート×100フィート（約464平方メートル）の大きさの1階建のレンガ造りの建物で、石灰岩の装飾とアルミニウム製の扉が付いたレンガ造りのパラペットが特徴的な建物である。
北緯40度52分28秒 西経73度53分25秒 / 北緯40.87444度 西経73.89028度

## その他

### 36丁目-38丁目車両基地

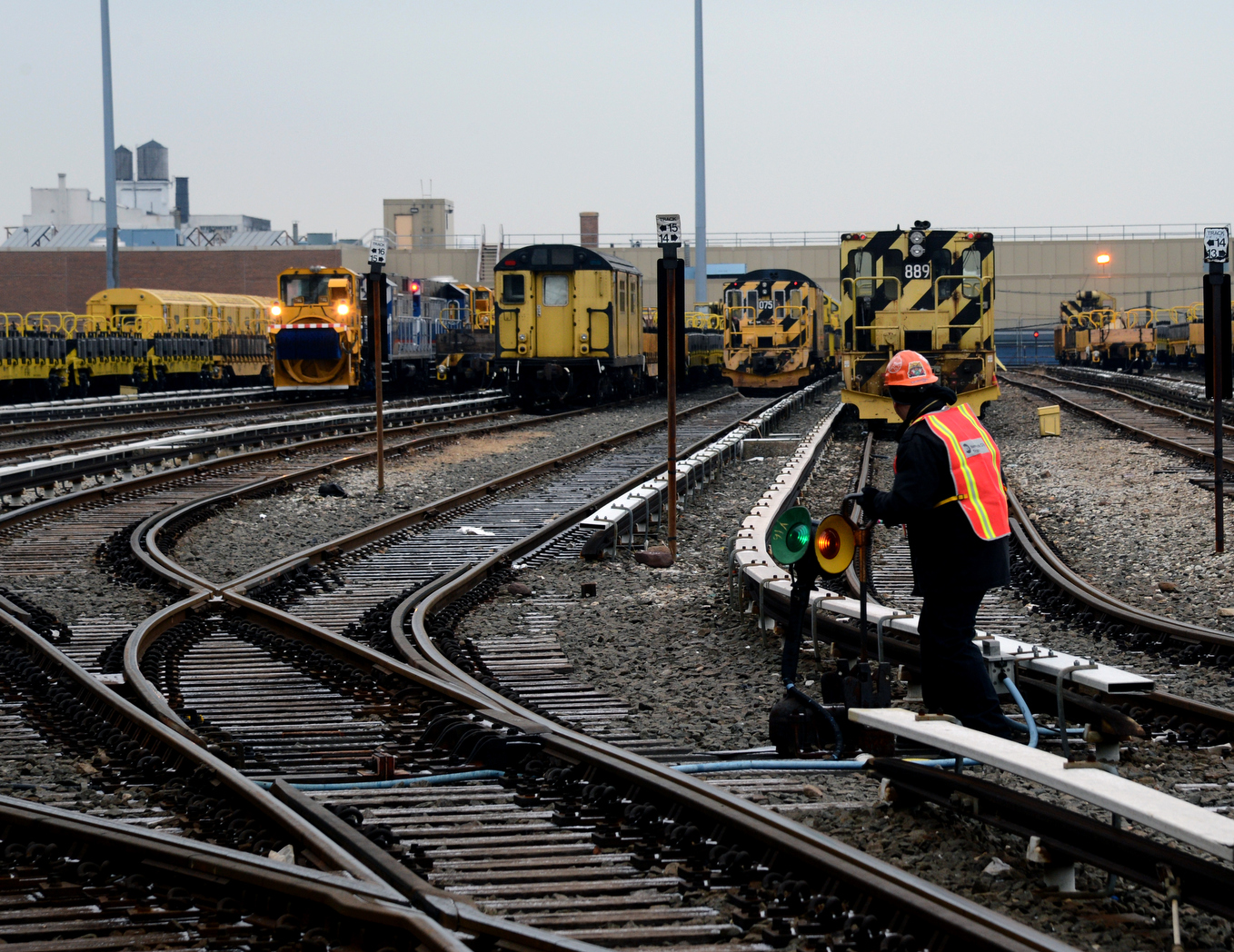
36-38丁目車両基地の西側。係員が転轍機を手動で転換している

36丁目-38丁目車両基地 (36ちょうめ-38ちょうめしゃりょうきち、英語: 36th–38th Street Yard) あるいは38丁目車両基地 (38ちょうめしゃりょうきち、英語: 38th Street Yard) は、ブルックリン区サンセット・パークの5番街と7番街の間に位置し、BMTウェスト・エンド線9番街駅の北にある基地である。この基地は通常、旅客営業に就く車両の整備・留置は行っておらず、主に整備・留置されているのは保線用のディーゼル機関車やその他の車両である。基地の南端にはBMTウェスト・エンド線の運転指令所がある。基地内の転轍機は全て手動で切り替えている。転轍機が手動なのは他にイースト・ニューヨーク車両基地とフレッシュ・ポンド車両基地の2箇所がある。
当基地は受け入れ可能車両数よりも受け入れる必要性のある車両の方が多くなっており、ラッシュ時以外にBMTウェスト・エンド線が9番街駅の北で接続しているBMT4番街線36丁目駅以南の急行線で受け入れ切れない分の車両を留置している。このためメトロポリタン・トランスポーテーション・オーソリティは基地を拡大し、老朽化した施設も建て直す計画を立てている。また、将来敷設されるIND2番街線の車両も受け入れられるようにする予定である。計画が実行されると、留置線が最大12線増え、一部の車両が別の基地に配置転換されることになる。なお、この計画は1980年代後半から存在していた。
この基地の南側は、BMTの前身であるBRTの車両基地として建設された。また、ジャッキー・グリーソンバス車庫はかつて鉄道の検車庫であった場所である。
北緯40度38分52秒 西経73度59分48秒 / 北緯40.64778度 西経73.99667度

### リンデン工場

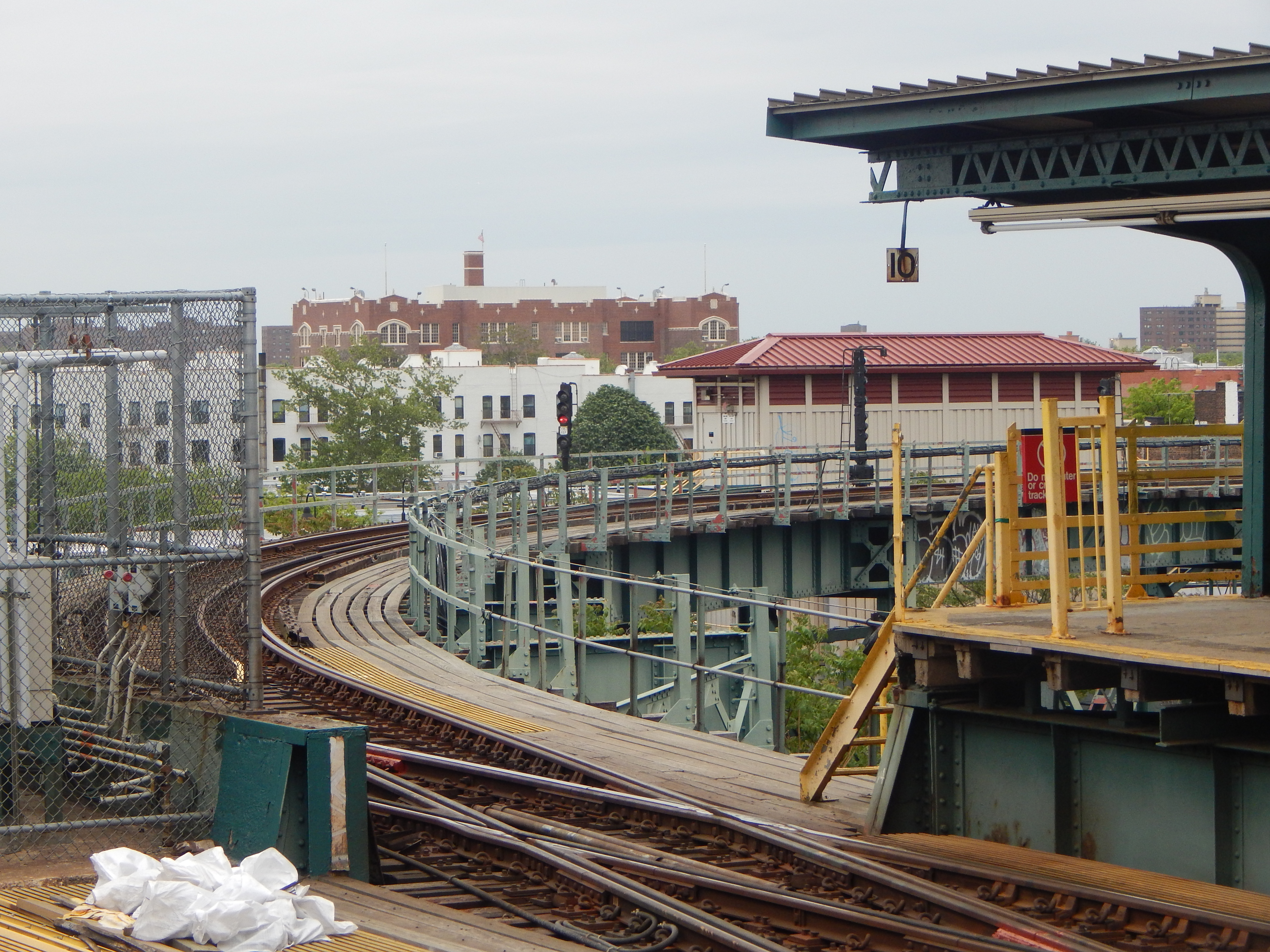
ジュニアス・ストリート駅からリンデン工場への引込線

リンデン工場 (リンデンこうじょう、英語: Linden Shops) は、分岐器やそのほかの軌道設備などを組み立てている工場である。引込線はIRTニューロッツ線ジュニアス・ストリート駅の南側とBMTカナーシー線リヴォニア・アベニュー駅の南側に接続しているほか、ロングアイランド鉄道の路線にも接続している。なお、工場内に入るのはディーゼル機関車のみで旅客営業に就く列車の入線は無い。
北緯40度39分13秒 西経73度54分16秒 / 北緯40.65361度 西経73.90444度

### クリフトン車両基地

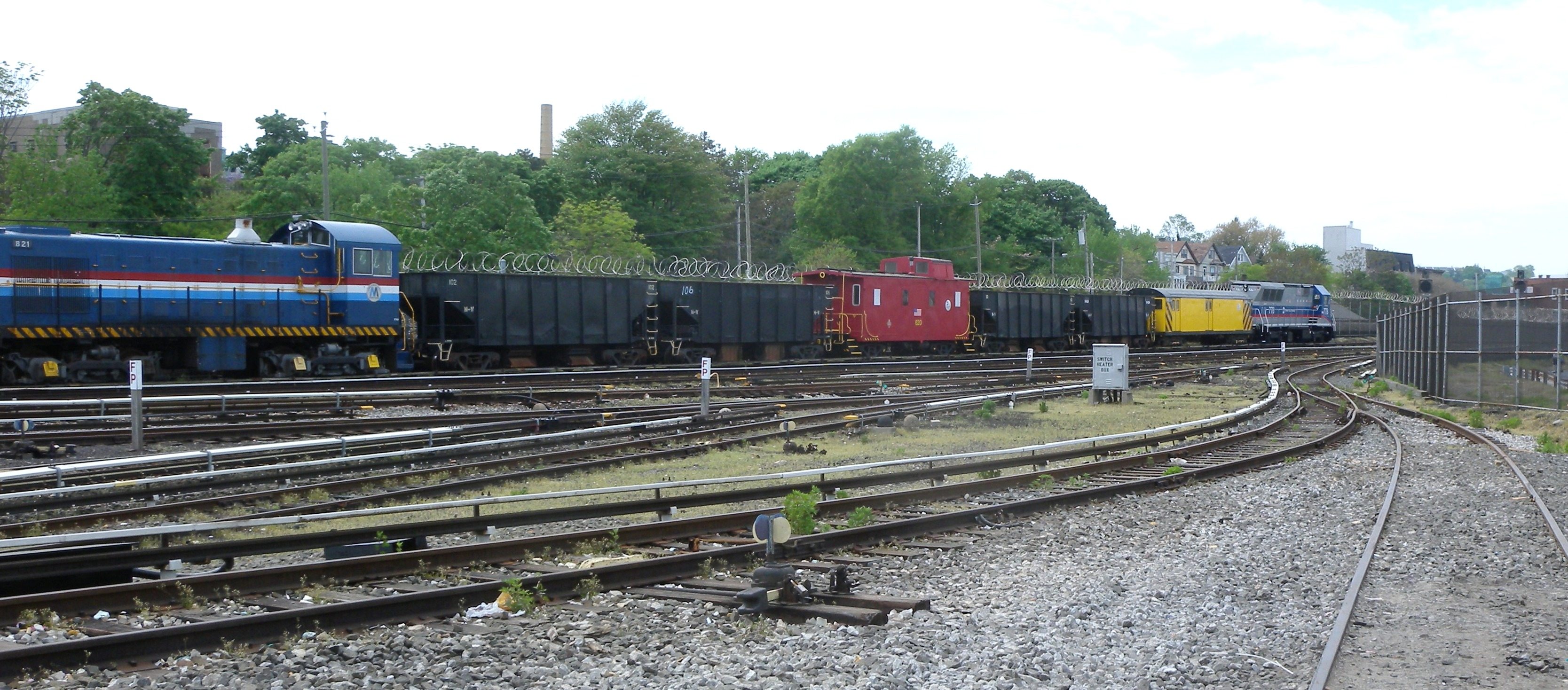
クリフトン車両基地

クリフトン車両基地 (クリフトンしゃりょうきち、英語: Clifton Yard) はスタテンアイランド鉄道内において唯一の車両基地で、クリフトン駅に隣接しており頻繁に車両の整備が行われている。スタテンアイランド鉄道で使用されるR44形、R211S形が整備・留置されているが、この基地では大規模な整備ができないため、必要な時はヴェラザノ＝ナローズ・ブリッジを経由してコニー・アイランド車両基地までトレーラー輸送される。なお、旅客列車の留置線がトッテンヴィル駅に隣接し3線あるほか、旅客営業に就かない車両用の留置線はトンプキンスヴィル駅に隣接し2線（引上線を含めると3線）ある。
北緯40度37分17秒 西経74度04分17秒 / 北緯40.6215度 西経74.0715度